# F-14雄貓式戰鬥機
F-14雄貓式戰鬥機（英語：Grumman F-14 Tomcat）是美國海軍一款已退役的艦載戰鬥機，原設計為制空戰機，負責艦隊防空及長程攔截，擔綱以航空母艦為中心的艦隊防空任務，同時也是美國海軍吸取越戰經驗後而設計的第一種戰機，特別著重近距纏鬥，有極佳的持續轉向能力；所以F-14同時擁有強大的長程超視距攻擊能力及極佳的近戰能力，其性能在當時有數項特點：
- 首架擁有同時應對多目標作戰能力的戰機，可以同時鎖定24個目標，並攻擊其中6個。
- 其專用的鳳凰長程空對空導彈，射程達190km。直到2020年代才由AIM-174飛彈超越[2]。
- 首架備有資料鏈，能與同型友機分享測得的目標訊息的戰機。
- 首架俱有能自動調節至最佳升阻比後掠角的可變後掠翼戰機。

採用了可變後掠翼設計，不只使F-14在不同高度、空速也能有最佳升阻比，也使其能同時滿足低速航艦升降及超音速時機動的需要。F-14採雙引擎、雙尾翼設計，由於研發時技術所限需要兩個人操縱，為一雙座戰機。
及後加裝偵查莢艙等裝備後開始負責偵察、攻擊效果評估等任務。隨後因海軍沒有其他戰機能滿足作戰需要，在服役後期曾追加低空導航暨夜間紅外線標定筴艙，具備基本的精確對地攻擊能力。
F-14由美國格鲁曼設計，首架F-14於1970年試飛，1974年服役，用以取代F-4幽靈式戰機，開始時負責美國航空母艦打擊群的防衛，自1994年開始有精確對地攻擊能力。海軍原打算為F-14升級以使能服役至2015年，但正值冷戰結束等因素，升級計劃被國防部及國會否決，並決定F-14的角色由原計劃只設計作取代A-6及A-7等對地攻擊機的F/A-18E/F超級大黃蜂式打擊戰鬥機暫代。在美國海軍服役32年後，F-14於2006年9月22日正式退役。
除美國海軍外，唯一擁有F-14的國家是伊朗，於1970年代共接收了79架F-14A，兩伊戰爭期間F-14有出色的戰績，外間估計即使缺乏原廠支援下，伊朗的F-14共擊落了160架伊拉克戰機，雖然伊拉克聲稱擊落了超過70架F-14，但外面估算實際只有約10架F-14被擊落，伊朗至今仍有F-14服役。
2025年6月22日，伊朗空军拥有的F-14在伊朗—以色列战争中被以色列空军摧毁。

## 發展歷史

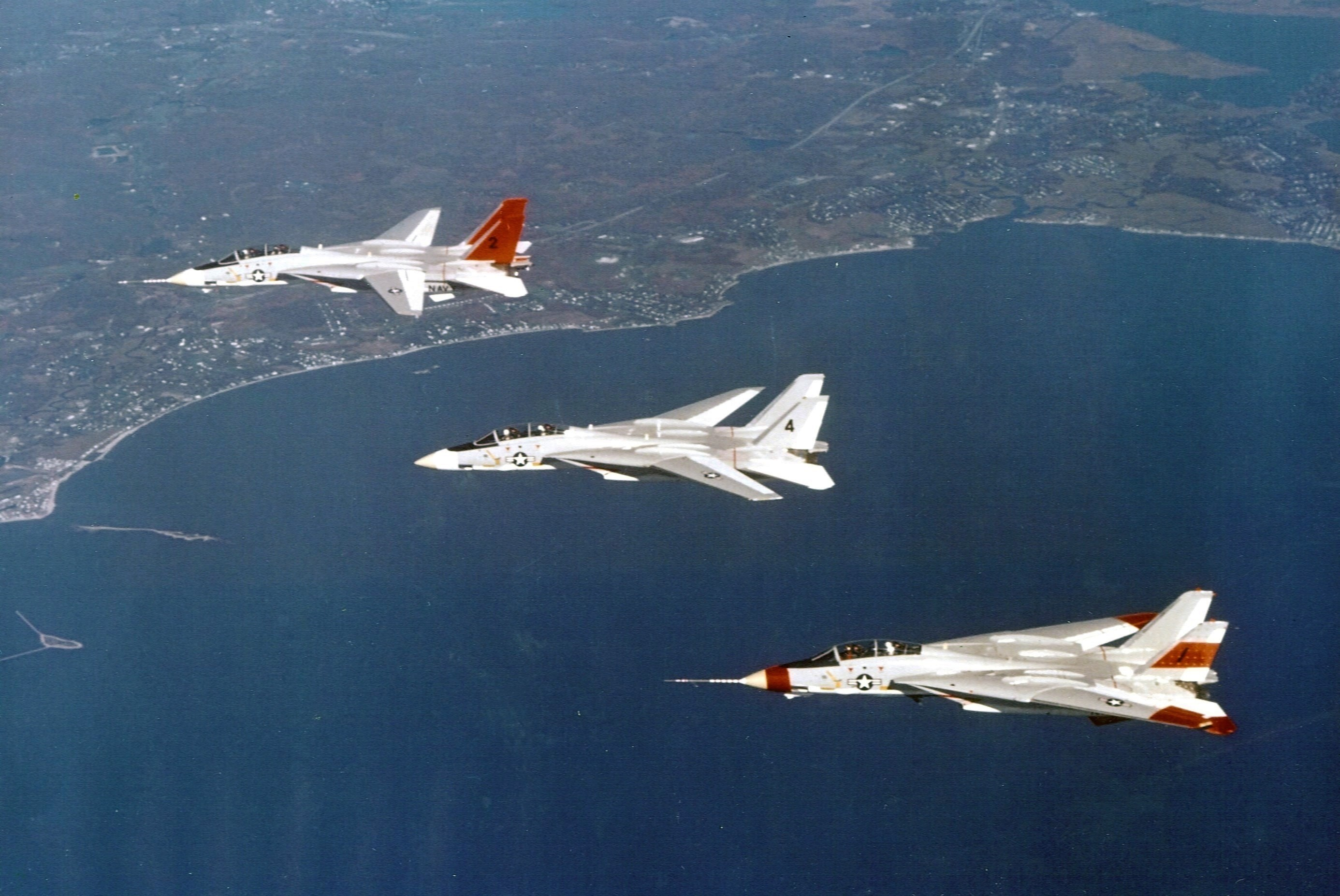
攝於1972年，VFX計劃下產生的F-14的原型機飛行中。

### 研發
在50年代，為反制當時蘇聯噴射轟炸機或潛艇發射的長程反艦導彈的威脅，美國海軍尋求一種長航程、耐航的欄截機以保衛航母戰鬥群。
當時的國防部長羅伯特·麥克納馬拉要求海軍經由與空軍共同參與的TFX計劃發展出所需戰機，以節省研究發展成本，TFX得出的海軍版本F-111B原是由通用动力及格鲁曼負責，但F-111B嚴重超重，性能也沒有海軍所需的近戰纏鬥能力，格鲁曼持續將其修改。
1966年海軍批出研究合約給格魯曼，格魯曼在多個設計中選出編號303的設計。同一期間，因為F-111B性能不足且沒有解決方法，國會終止對F-111B的撥款，並批准海軍發展代替機種。
1967年，格魯曼把改進了的303設計建議給海軍研究。
1968年，海軍提出VFX計劃，設計要求為雙座位、雙引擎對空戰機，極速M2.2，內置M61火神式機砲及必要時能作密接空中支援，能攜帶6枚AIM-54鳳凰飛彈，或6枚AIM-7麻雀飛彈加4枚AIM-9響尾蛇飛彈。投標的製造商有：通用動力、格魯曼、凌-特姆科-沃特（Ling-Temco-Vought），麥道、洛克威爾，當中採用可變掠翼設計的有四家公司。
1968年12月，格魯曼及麥道入選最後階段。1969年1月，海軍選擇了格魯曼的設計。
格魯曼的原設計是沿用F-111B的TF30引擎，而海軍當時計劃改用正在研制中的普惠F401-400引擎。由於要攜帶6枚AIM-54鳳凰導彈（原為F-111B而設）、AWG-9雷達及7,300kg燃油，即使比F-111B輕，F-14仍是能在航母起降的戰機中最重及最大的機種。
為節省時程，研制跳過了制作原型機的階段，直接制造實機。
1970年12月21日，在批出合約後只是22個月，F-14首次試飛。
1972年4月初，F-14首次試射AIM-54鳳凰導彈。
1973年4月發射了單一枚AIM-54鳳凰導彈命中200km外的目標，11月22日，一架在7600m上空以M0.78飛行的F-14，在38秒內發射了6枚AIM-54鳳凰導彈，當中4枚直接命中目標，同年達至初始作戰能力。

### 改進
在緊接的時期中，由於重量輕、體積細、更可靠及更佳抗電戰能力的固態電子器件發展迅速，F-14的武器不斷改進。
鳳凰導彈AIM-54A在1983年改為AIM-54B，在1986年改為AIM-54C。麻雀導彈及響尾蛇導彈也有相同情況。
部份F-14在1987年改用新引擎GE F110-400，這些F-14起初稱為F-14A+，1991年改稱F-14B。同一時期研發的F-14D也使用同一款新引擎，並有新的航電系統，包括玻璃化座倉，Link-16加密資料鏈，及能改善在高攻角及纏繞機動時飛控品質的數位飛控系統(Digital flight control system, DFCS)。

### 對地攻擊能力

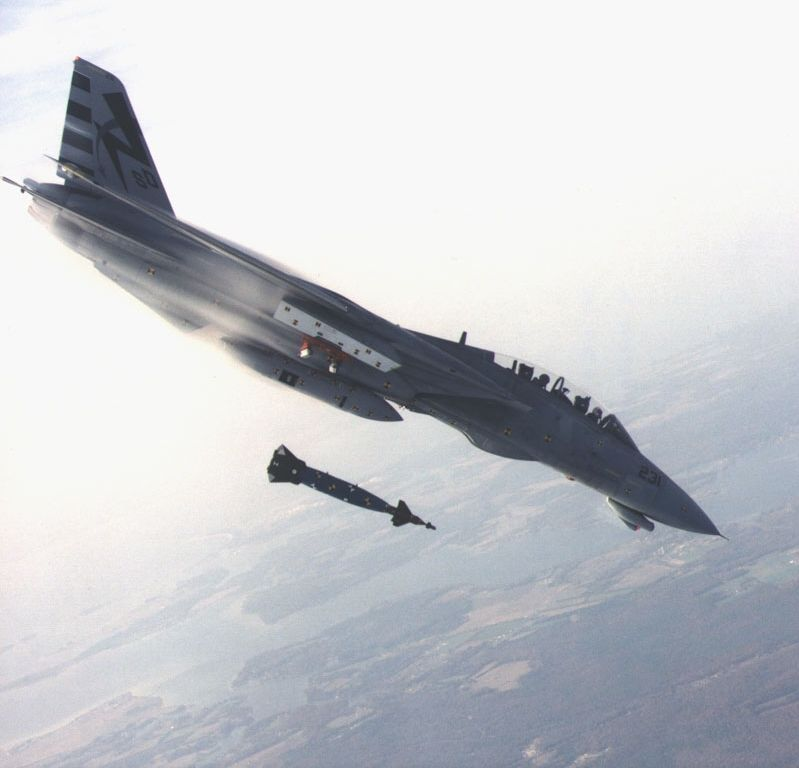
一架F-14D在俯衝中測試投放雷射導引炸彈。

美國海軍陸戰隊起初有意採購增加對地攻擊能力的F-14，後因成本過高而放棄。F-14自服役後的一段相當長時間只有空戰能力，在1991年的波灣戰爭中，海軍的對地攻擊任務是由A-6、A-7及F/A-18C/D負責。
1992年，F-14只有能力投放無誘導炸彈，而航母上負責對地攻擊的A-6及A-7快將退役，而F/A-18C/D的載彈量/航程遠未能滿足海軍需要，剛開始研制的過渡性機種F/A-18E/F又成軍需時間，1994年格魯曼及海軍提出為F-14增加對地攻擊能力，以填補A-6退役後至F/A-18E/F服役前的空檔。但由於時程不短及成本高昂，美國國會認為成本效益太低。就在這時，剛巧一種價格相對低廉，可以使F-14俱有對地攻擊能力的裝備低空導航暨夜間紅外線標定莢艙出現（英文簡稱LANTIRN）。LANTIRN是一種外掛莢倉，內置前視紅外線系統（FLIR）及激光標定器，能為F-14提供前視紅外線影像及以激光標示目標，如此，F-14在任何時間、天氣也可以搜索目標，並以激光將其標示，為武器制導，也即是擁有全天候精確對地攻擊能力。LANTIRN也同時增加了另一些功能，包括Ku波段地形追沿雷達及在當時是普遍但F-14卻又缺少的整合全球定位慣性導航系統（GPS-INS）。
2001年後，F-14增加了Tomcat Tactical Targeting (T3) and Fast Tactical Imagery (FTI)，使F-14能夠確定並與友軍分享目標的座標。
2003年，F-14能使用聯合直接攻擊彈藥（JDAM）。
2005年，部份F-14D增加ROVER功能，能把機上偵得的視訊影像傳給地面前線部隊。

### 從美國海軍退役
美國海軍在1986年開始推動類似空軍ATF的NATF計劃。1987年，格魯曼開始設計新版本的F-14作為NATF的候補替代方案，這方案分三個階段，分別為F-14D Quickstrike，Tomcat 21，ASF-14。
F-14D Quickstrike 採用APG-71雷達，裝有LANTIRN及能發射包括激光導引炸彈、SLAM巡航導彈、AGM-65小牛導彈、AGM-88 HARM反輻射導彈及魚叉反艦導彈等多樣攻擊武器。
Tomcat 21 可在服役中的F-14D Quickstrike架構上翻修重製升級而成，旨在以相對較低成本達致部份NATF的性能。改動包括改用GE-F110-129引擎，使F-14能超音速巡航至音速1.3倍。增大控制翼面、加大翼套及前緣延伸、採用數位飛行控制系統，從而改善低速時的可控性兼使其能有超機動性能。新翼套內多出了空間容納額外1000kg的燃油，航程也因而有可觀的增加。其他改進包括，新的任務電腦，使用擴角HUD及全玻璃化座艙，增加發射AIM-120導彈的能力。
ASF-14則是在F-14的基礎下盡可能達致最多NATF的性能，無法以現役機體翻修重製，必須是全新製造的機體。引擎可以是F-22的F119-PW-100，如此，極速將只受限於機身能承受因與空氣高速磨擦而產生的高溫有多高。在沒有向量噴嘴的情況下AOA也能超過77度，部份機身將改以碳纖維、鋁及鈦製造以減輕重量。而原有60年代的老舊、重而複雜的液壓及機電系統將被簡化成模組化設計，大大改善可維護性，增加可靠性，降低運作費用。在匿蹤能力方面也有改進，除了多用複合材料外，在引擎前方加裝雷達屏蔽罩以減少雷達回波，協調輪艙蓋、維修門等的邊位角度等。座艙加裝頭盔式顯示器，雷達改用 APG-63V3電子掃描雷達，此雷達的性能比F-22的APG-77更強，原因是F-14的機鼻比F-22大，能容納更多收發模組及等效孔徑更大，有效距離更遠，解析度更高。
1991年1月7日，時任美國國防部長切尼決定因財政、延誤及設計問題而取消A-12攻擊機計劃，當時航母上負責攻擊任務的A-6及A-7也即將退役，海軍急需戰機填補此戰力真空。麥道提出將F/A-18C/D放大成為F/A-18E/F（超級大黃蜂），並強調只是將F/A-18C/D放大而不是全新設計，因而可以跳過多項測試程序，省卻研發經費及時間，即便如是，新機的採購費用也高於改裝升級現有F-14D的。但F-14是雙座、加上是60年代的技術，再算上運作成本後，在和平時期，F/A-18E/F的總成本比F-14低廉，剛巧當時冷戰結束，在軍費急速大幅削減的背景下，海軍選擇了總成本較低的F/A-18E/F而非F-14 Quickstrike。幾乎是同一時間，海軍的NATF同樣被取消，原因是預計投產數量遭到兩度大幅縮減，單價成本高至無法接受，及海軍同時認為只要經過升級，F-14足以服役至2015年。
但同年，認為F-14是60年代過時科技的時任國防部長切尼下令停止生產F-14D，並銷毀其生產線，此舉令往後任何升級F-14的計劃也會因為需重新投資建設被銷毀的生產線而成本上升。對此，一名海軍高層向著名雜誌宇航一週及空間技術（Aviation Week & Space Technology ）表示，他認為：選擇F/A-18E/F取代升級F-14是純粹政治決定，國防部長的決定完全不理性；海軍經多番研究，得出的結論是購買升級的F-14在各方面都較好，F/A-18E/F能做的比F-14少很多，這將導致要達成同等實戰效能的成本反而會高出甚多。這觀點在其後的實戰中印證了。
1992年海軍安原先升級F-14以替代NATF的構想，向國會提出升級F-14的要求，越戰王牌飛行員的眾議員Duke Cunningham批評F/A-18E/F性能不足，用作取代F-14的話會危害空中優勢，但最後國會認為升級費用在當時冷戰結束的情況下太高而否決。這在當時美國國內是個富有爭議性的決定。
至此，F-14的退役已成定局，後繼機F/A-18E/F在2000年（8年後）服役，而F-14則在2006年退役（比海軍原先預期的2015年早了9年），期間美軍應對著多次戰事，當中的表現顯露出兩者性能上的差距。F/A-18E/F原設計的性能在航程、速度本就不及F-14，因為了縮短研發時程省卻了部份應有的測試，導致試飛時才發現設計有問題，在經補救後才能將問題控制在“可接受程度”，相關性能也因而進一步下降致“可接受程度”，在911後攻擊阿富汗的行動中尤為明顯。
在攻擊阿富汗的行動中，為免進入海鷹一號(蠶式)反艦導彈的射程範圍，美國的航母須停留在較遠的海域，艦載機也得飛較遠的航程才到達攻擊目標，這樣的攻擊任務要求戰機有足夠的航程及攜彈量。
技術資料上，F/A-18E/F的最大航程略遜於F-14，最大酬載量比F-14略佳，表面上相距不遠。但酬載量實際上是隨航程而變，航程遠時，酬載量就會下降。把酬載量與航程綜合考慮的話，F/A-18E/F的酬載量僅有F-14的36%，後期改良了的F/A-18E/F也僅及F-14的50%，也就是一架次F-14能完成的攻擊任務，換作F/A-18E/F的話就要兩架次才能完成。
以當時攻擊阿富汗境內目標要飛行825英里（1328km）為例，F-14D攜帶四枚2000磅（907.2kg）鐳射導引炸彈、兩枚鳳凰及兩枚響尾蛇飛彈、675發20mm子彈及兩個280加崙（1.06m3）外掛油箱下，航程達500英里（805km），只需空中加油一次就足以完成攻擊阿富汗的任務。
而F/A-18E/F即使在對地武器減半的情況下也僅有350里（563km），亦即要加油兩次才能完成阿富汗的攻擊任務，而且要兩架次F/A-18E/F才能完成一架次F-14所能投放的彈藥量。此外，還需要多一倍架次的加油機配合。意即F/A-18E/F即使單架次的出擊成本較低，但卻需要雙份的出擊成本才能去完成F-14D的工作量（包括雙倍的伴隨加油機架次），總成本反而高出甚多。
另外，F-14是一架雙座戰機，執行攻擊任務時需兩人冒險進入敵方防空網，F/A-18E/F本是單座戰機，卻因要攻擊兩次才能投放同量的彈藥而同樣需要兩人冒險，而且第二位進入戰區者失去了奇襲效果而須面對較大危險。在最後回程階段，由於使用F/A-18E/F需要雙倍飛行架次，即是要進行航母降落的架次也多一倍。而在航母降落一向有著一定的風險，這使得需要管控的總體風險反而上升。
F-14的對地攻擊能力不是原設計有的，原設計著重的空戰能力自然有優勝之處。有負責運作測試的海軍官員說：F/A-18E/F在各方面都比以往的型號優秀，除了…加速性能、極速及持續轉向率。實際上劣化的不只這三項，且這三項都是機動性的重要指標。

## 設計
為應對前蘇軍由長程轟炸機、戰機及潛艇發射的長程反艦導彈對美國航母戰鬥群做成的威脅，美國海軍對F-14的需求定位為制空戰機及海軍長程攔截機，設計要求嚴苛，包括能夠使用為上述任務而研發、體積大而重的長程空對空導彈：AIM-54鳳凰導彈，以應對飽和攻擊，卻又必須同時能保有良好機動性，極速須高達M2.4，且單靠內置油量航程也足以使其有500里的作戰半徑。
高極速卻又長航程，也即在高速及低速時也須維持低氣動低阻力，味著在高低速也需要有高升阻比。為滿足這個要求，F-14使用可變後掠翼，使用可變後掠翼也有另外兩個優點，包括在航艦升降時提供高負載、低空速情況下充足的升力；在整個飛行包絡盡量保持低氣動阻力也對機動性有利，特別是持續轉向能力。
但使用可變後掠翼會增加重量，而每枚鳳凰導彈重達460kg，F-14可同時掛載6枚，也即2760kg，在這負載下，海軍還要求F-14有良好機動性。為此，F-14的設計把兩具引擎分別置於機身左右兩侧的獨立艙，且相隔相當距離，在兩引擎之間形成一扁平機體，由駕駛艙往後漸修薄，形成升力體，產生高達40-60%的升力(視機翼後掠角而定)，這使得用上可變後掠翼的F-14，其翼負荷只是215kg/m2至230kg/m2低得叫人驚訝（F-16C是431 kg/m2，F-22是377 kg/m2），足見F-14的機動性相當高。
翼套在兩引擎外則，而翼轉軸刻意選擇在翼套的最外則，使得F-14的翼轉軸間距比很多大小相約的可變後掠翼戰機大，這樣不但減輕了可變後掠翼後掠時升力重心後移的問題，改善了高速時的阻力，同時在翼套下也多出了容納武器的掛架，加上兩引擎之間、機體下相當大的空間可用作掛載武器，F-14有充足的空間掛載武器，不用在機翼內設置相當複雜的武器掛架。
為使駕駛者有良好視野，其駕駛艙罩為泡型艙罩設計，兩引擎之間的機身容納了油箱、航空相關裝置(例如可變後掠翼的機械)及飛控系統，而機炮為一具20mm M61火神式機砲，置於左側。

### 機身與機翼

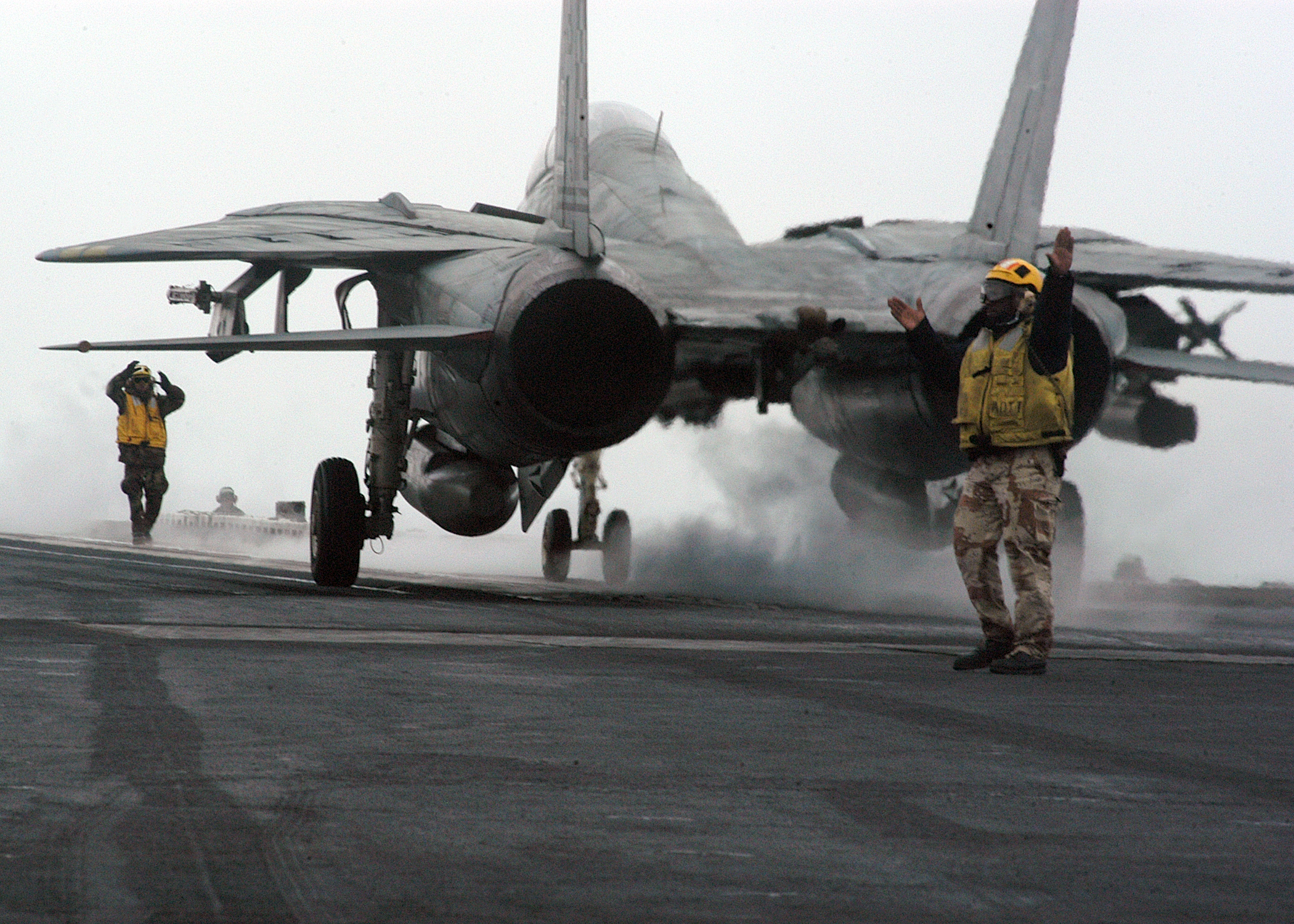
一架隸屬於第211戰鬥機中隊（VF-211）的F-14正在企業號航空母艦上進行飛行前的準備。

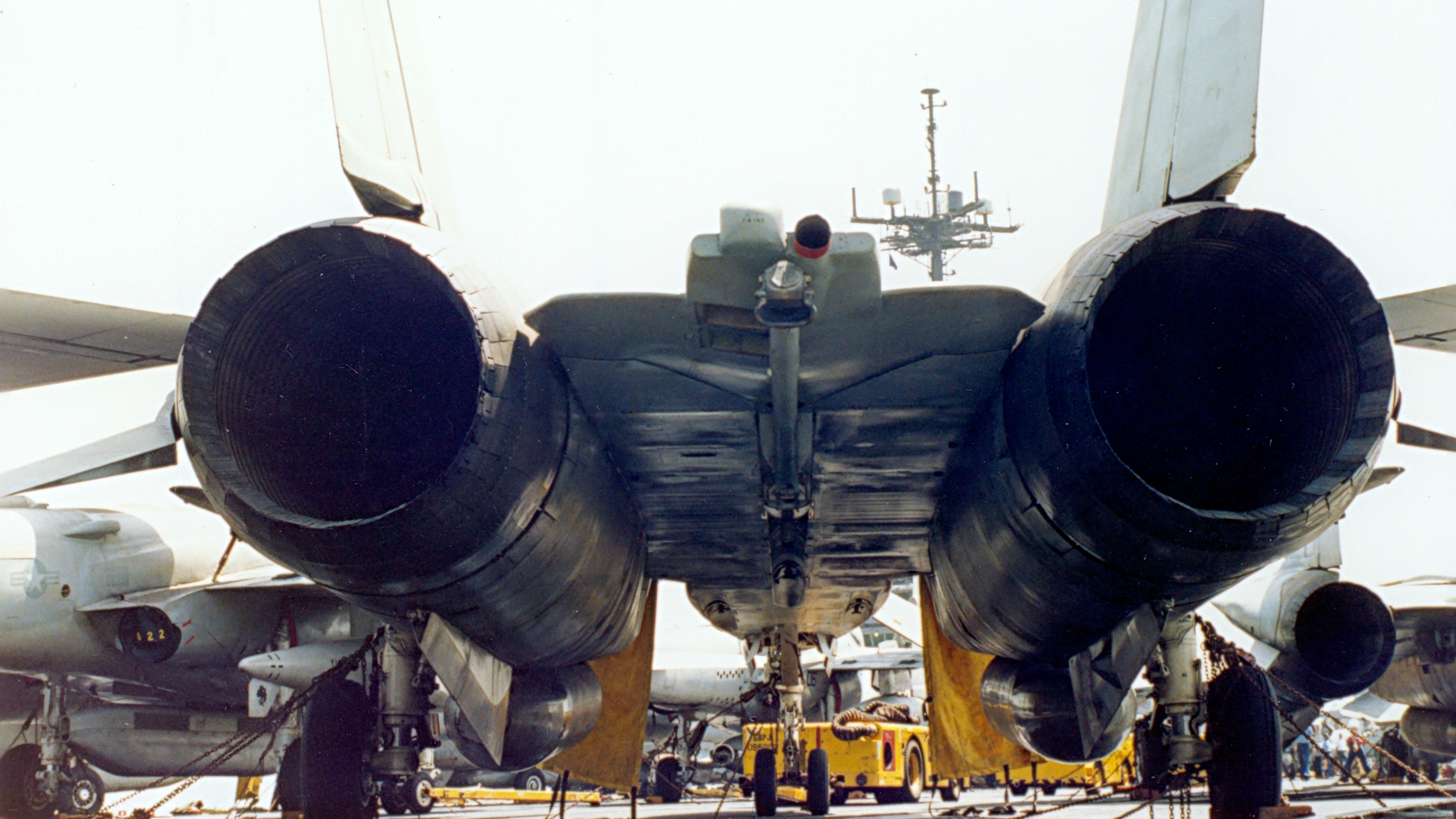
F-14在兩引擎之間有一扁平狀機身、常被暱稱為「pancake」（薄烤餅）。

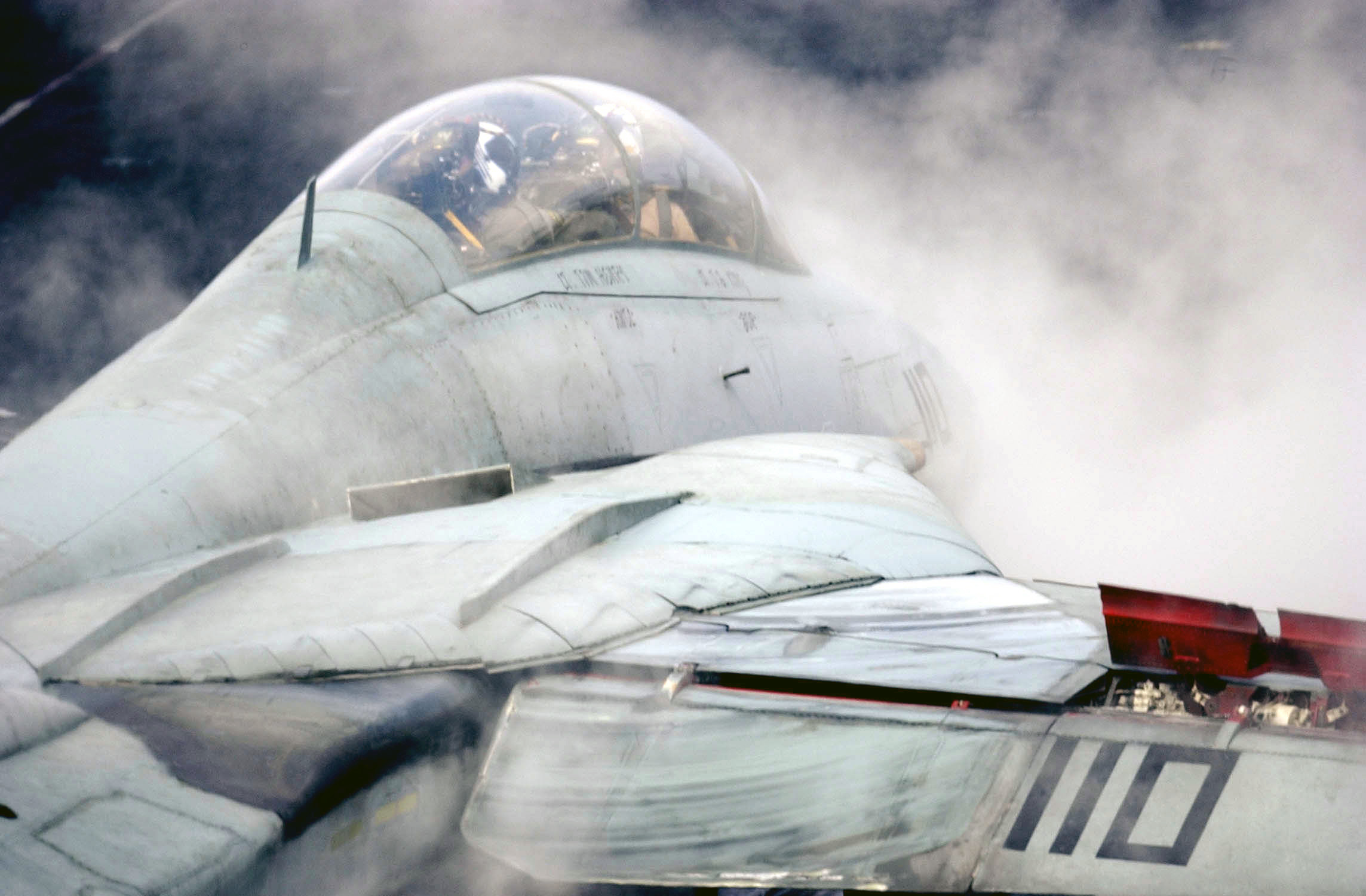
F-14翼套附近的近照，主翼完全伸展，翼套後的氣袋（黑色部份）充氣填補了主翼伸展後留下來的縫隙，同時主翼上其中一片擾流板（紅色）也已張開。

F-14機身為三胴機體結構，兩個引擎分別置於驾駛舱兩側後方的獨立舱體內，與駕駛艙相隔數吋之遠，駕駛艙往後漸修薄，在兩引擎之間成一扁平狀機身把兩引擎相連，此段機身容納了油箱、電子、飛控系統，與及可變后掠翼的機械結構。這種氣動佈局與把引擎噴嘴緊密靠近相比有較低的氣動阻力，因為兩噴嘴過於緊密會氣流交互干涉而扁平的機身也成了機翼以外的升力體，為戰機帶來額外的升力，降低了翼負荷，大為提升了轉向能力，前蘇聯的Su-27系列也使用類似設計。
F-14的機翼后掠角度可以由20°(完全伸展)至68°之間變動，最大變動速度為每秒7°後掠角由機上的飛行電腦(Central Air Data Computer - CADC)自動控制(必要時也可由飞行员直接控制)，使機翼在任何高度與速度下都能達到最佳的升阻比，使得F-14有驚人的高速及轉向性能。停泊時，機翼後掠角可增至75°，與水平尾翼（升降舵）部分重叠，以節省航空母舰上的寶貴空間。在緊急情況下，機翼後掠角68°或不對稱也能在航母升降。
機翼前後都有襟翼，在低速時，例如降落，可以下打以增加升力。每機翼上有4片擾流板，控制擾流板打開的數目就能在不影響俯仰角不變的情況下控制升力，在航母降落時，飛行員就能保持對飛行甲板的視線下精確控制飛機的高度及下降速度，以使飛機在甲板上的適當位置著陸，格魯曼稱這控制方式為"直接升力控制"(Direct lift control - DLC)。
兩引擎前方、進氣道外則各有一翼套，可變后掠翼的轉動點就在翼套內，使得轉動點遠離機身縱軸，目的是為了減少因可變後掠翼改變後掠角而引起的升力重心位置變動，由於三胴機體的兩發動機相隔較遠，相比同時期的F-111，F-14機翼轉動點離機身較遠，因此升力重心的移動更少。機翼固定於兩個翼樑，各置於一長6.7m、橫跨機身的箱型結構的兩端，箱型結構內建了油箱，以鈦合金製成，輕而強度高，但加工困難且成本高，格魯曼在生產時使用了電子束焊接技術由於可變掠翼轉動的需要，當機翼由完全後掠轉至伸展時，原先後掠時機翼所在位置就留下了縫隙，這個縫隙會由可以縮脹的氣袋封密填補，以免縫隙產生氣動阻力，而氣袋縮脹所需的高壓氣體則由引擎提供。
兩翼套的前側位置設有可收納和張開的小三角前翼，作用可以讓升力重心前移，目的是扺消機翼後掠時導致的升力重心後移及超音速飛行時产生的机首下壓的現象。當主翼伸展至後掠角小於35時前翼會被禁止張開，以避免升力重心過度前移而導致不穩定在M1.4以上會自動伸出，這使F-14在M2下仍可以有7.5g的機動性，但後來為了簡化維修而取消了此功能。就算前翼收起，翼套本身也對F-14的飛行性能有所幫助，除了提供升力外，翼套的後略角較大，形成了像雙三角翼或LEX的作用，在較大攻角時(16°— 25°)會產生邊緣渦流，流經主翼上方時令升力提升最多達40%，並在攻角達至90°也不失速。而機翼上的襟翼也可在機動時下打，除增加升力外也在主翼上方產生低壓吸引機首產生的渦流遠離垂直尾翼，使垂直尾翼在高攻角時也能發揮較大的作用，保持機身的橫向穩定性。以上使F-14有相當的高攻角性能，在小於38°攻角可完全受控，而瞬間則可以拉大到65°。
三胴機體減少了氣動阻力、可變后掠翼優化了在任何環境下的升阻比、加上扁平機體產生相當的額外升力（特別是當主翼收入至最大後掠角時，超過60%的升力由機身產生），F-14的敏捷性遠比預期為佳。但由於可變後掠翼的翼軸在機動時會承受極其強大的應力，F-14的機動最大只可有7.5g。
F-14的水平尾翼可以在+15°至-35°之間差動或連動，負責控制升降及與擾流板一起充當副翼的功能，當主翼後掠角小於50°時，側滾是由擾流板及水平尾翼一起負責，大於50°時就由水平尾翼負責。
F-14的原設計只有一片垂直尾翼，在引擎艙下方設有可收摺的腹鰭，以增加在超音速飛行時的穩定性，但經風洞測試後改為後果更佳的雙垂直尾翼，外傾5°，置於兩引擎艙的上方，只保留細小的外傾腹鰭，以平衡垂直尾翼所產生的阻力，並簡化為固定式。與單一垂直尾翼相比，雙垂直尾翼可以在保有同樣操縱性下有較低的高度，較適合航艦的操作環境。
由於機翼後掠角是可變的，機翼下的掛架不可能以固定方式裝在機翼下，不然武器的指向就不能與機首指向一致，若要掛架隨後掠角變動作對應的調整，機械上就變得複雜，重量、可靠性及成本都有影響，幸而F-14的扁平機體及翼套提供了足夠的位置給武器掛架，格魯曼於是將所有掛架都設置於扁平機體及翼套。引擎艙下也可以各加裝外部油箱。

### 發動機
F-14A使用兩具普惠生產的TF30低旁通比渦輪风扇發動機。TF30是美國第一部渦輪风扇發動機，使用於當時的F-111、A-7。TF30是當時海軍無可選擇下的“臨時性”決定，TF30的性能並不符合F-14的設計要求（F-14設計推重比為1），用上了TF30的F-14推重比與F-4一樣，只是F-14優異的氣動性能使F-14比F-4有更高的爬升率。
F-14的進氣道有活動的斜面、分流門，由飛行電腦控制，使震波在任何速度、高度下也遠離引擎，噴嘴有可動瓣，可根據引擎需要而調節。即使如是，TF30的可靠性、穩定性仍遠低於要求，压气机失速容限设计得太小，进气气流变化很容易导致停车。有28%的事故跟引擎有關，壓縮段葉片容易失速，例如吸入已發射導彈留下的氣流，如果問題發生的時候沒有及時的進行修正，F-14會進入難以回復的水平旋轉（以F-14飛行員為主題的著名軍事電影（Top Gun）中就曾出現過類似場景），初期曾有壓縮段葉片斷裂後飛出而損及機體，因此要更換葉片材質，另外還在發動機的風扇段加外殼以減少斷裂葉片對機體的損害。渦輪段的單晶葉片耗損速率高過預期、良品率低。後燃器常常無法點燃。TF30問題曾經導致F-14需要停飛。飛行員也不能隨意快速改變油門。1976年9月14日由甘迺迪號航艦上，一架F-14失去控制掉入北大西洋的意外算是最有名的一樁事件。美國海軍怕蘇聯會撈起並得到機上雷達與AIM-54鳳凰飛彈，威脅艦隊整體安全，調動大批艦艇以及機密的NR-1核子動力潛艇進行打撈，兩個月後終於將飛機與所有的飛彈撈起。
性能不足、可靠性低，海軍曾想改用為美國空軍F-X計畫（也就是後來的F-15）研發的發動機，海軍版為F401-PW-400，但是在發展階段海軍決定退出计划，這也間接導致後來F100發動機的測試與性能發生問題，美國空軍一度還要和普惠對簿公堂。之後美國海軍考慮過勞斯萊斯授權生產的斯佩（Spey）發動機（美军授予型号TF-41）、F401-PW-26C以及通用电气公司（GE）新開發的F101X，但最終還是回和空軍合作，使用發展替代F-15與F-16這兩款戰鬥機所使用的F100發動機。
經過普惠與奇異兩家公司的競爭之後，美國空軍在1979年3月給奇異公司一份30個月的F101DEF發動機的研發訂單。換裝F101DEF進行試飛的F-14於1981年7月14日試飛，到1982年3月測試完畢，效果良好。新引擎的效率較高，增加了F-14的作戰半徑；推力的增加，彈射起飛時再不用開後燃器，更重要的當然是再沒有TF30的可靠性問題。在美國空軍首先訂購的誘因下，海軍也決定採用F110-GE-400發動機在新生產與現役的F-14機體上面，而這一款海軍版的發動機與空軍的F110-GE-100有82%的零件互通性。裝上新發動機的F-14，爬升率增加61%，作战半徑增加35%，攔截半徑增加62%，除此之外，飛行員再也不需要擔心快速變化油門時發動機會有熄火或更嚴重的問題發生，不受任何限制的自由操作以發揮F-14最大性能，且維修間隔也比TF30發動機增加近一倍。

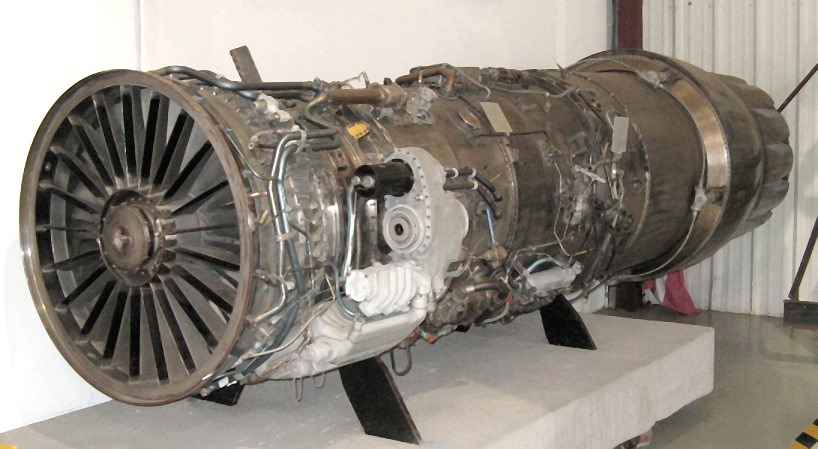
F-14A 採用2具P&W TF-30-P-414A引擎
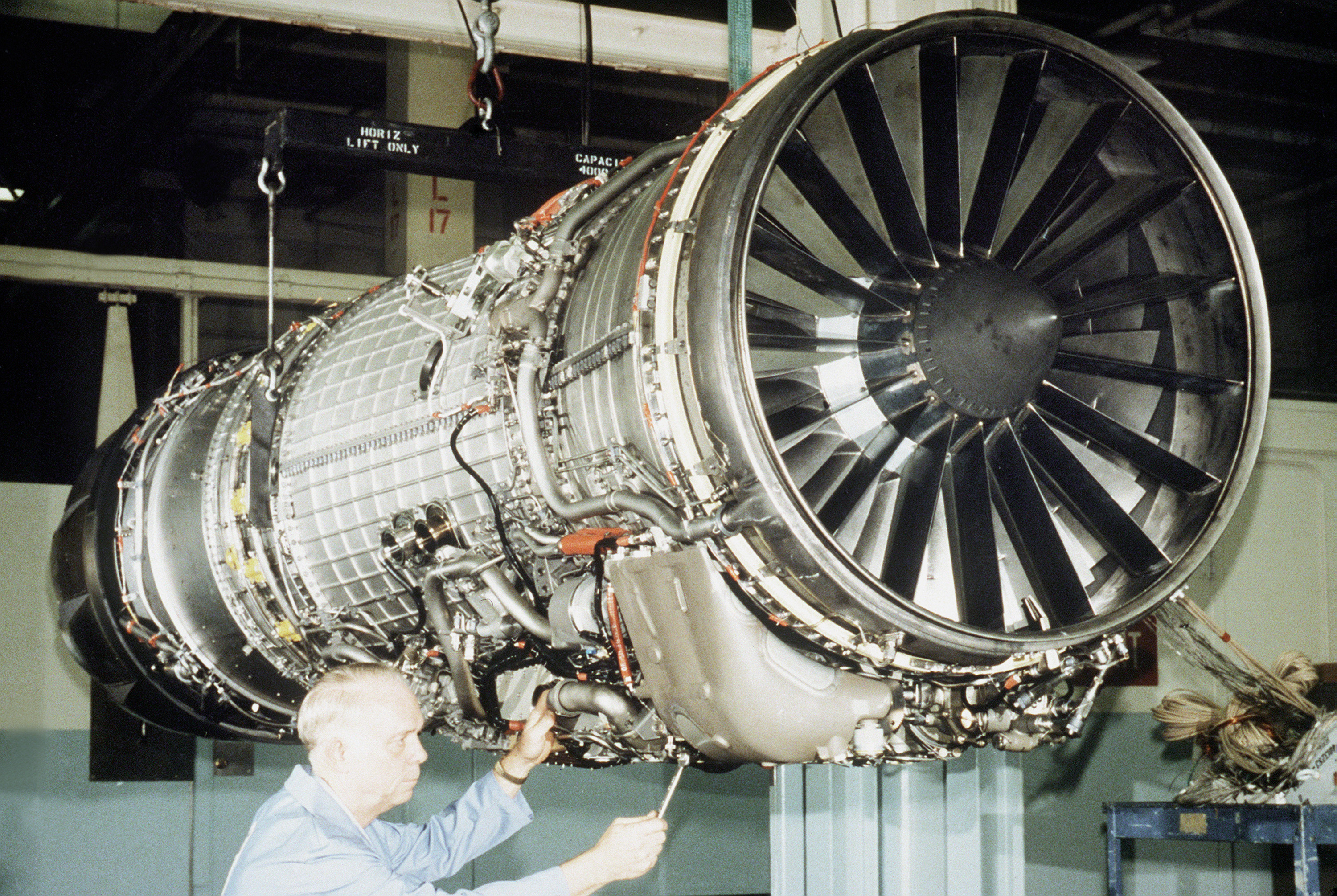
F-14A+和D改採用2具GE F-110-GE-400引擎

### 航電與飛控
F-14的駕駛艙內有兩個座位，配置兩位飛行員，前座為駕駛員，後座是雷達攔截官(RIO-Radar Intercept Officer)，駕駛員座設有抬頭顯示器（HUD），由於研發年份較早，在F-14A、B型上並無多功能顯示器（MFD - Multi function display）的配置，一直到之後的F-14D才開始配置。
F-14有一值得注意的中央空中資料電腦（Central Air Data Computer），是早期版本F-14的綜合飛行控制系統，採用以MOS技術制成LSI的晶片組，MP944，是史上第一部的微型處理器設計。
F-14的電子反制系統（ECM）十分複雜，主要裝備是休斯（Hughes）開發的AN/AWG-9远程火控雷達系統，工作於X波段，其內置了敵我識別功能，使用平面陣列雷達天線，功率達10kW。量大對搜索範圍達190km，單一目標追蹤距離達150km，對戰機目標鎖定範圍120-140km。可以同時追蹤24個90km內的目標，並能同時導引AIM-54鳳凰飛彈式远程空對空导彈對其中6個目標進行攻擊。AWG-9對低高度目標同樣有探測及鎖定能力。
F-14也擁有在當時獨有的資料鏈，能把雷達測得的資料與其他F-14分享，如此，F-14的雷達畫面可以顯示其他F-14探測到的目標。
其他的航電的電戰設備有電戰系統、雷達告警系統，雷達干擾絲，紅外線干擾诱饵及導航系統。早期使用慣性導航系統，後來增加GPS。紅外線干擾火焰弹诱饵置於機尾。電戰系統、雷達告警接收机系統共有4个天線，可以大約測出威脅所在的方向與距離，也可分別出該雷達正工作於搜索、追蹤或導引模式，該系統還可分析並發射所需的干擾訊號。
初期裝有紅外線探测器，但發現效果不佳，被诺斯洛普的AAX-1光學電視所取代，但只在昼间有作用，電視的有效範圍可達97km，可以自動追隨雷達所發現的目標。當新的F-14D装备服役時就換上IR/TCS战术电眼系統，同時包含了紅外線與光學追蹤功能。

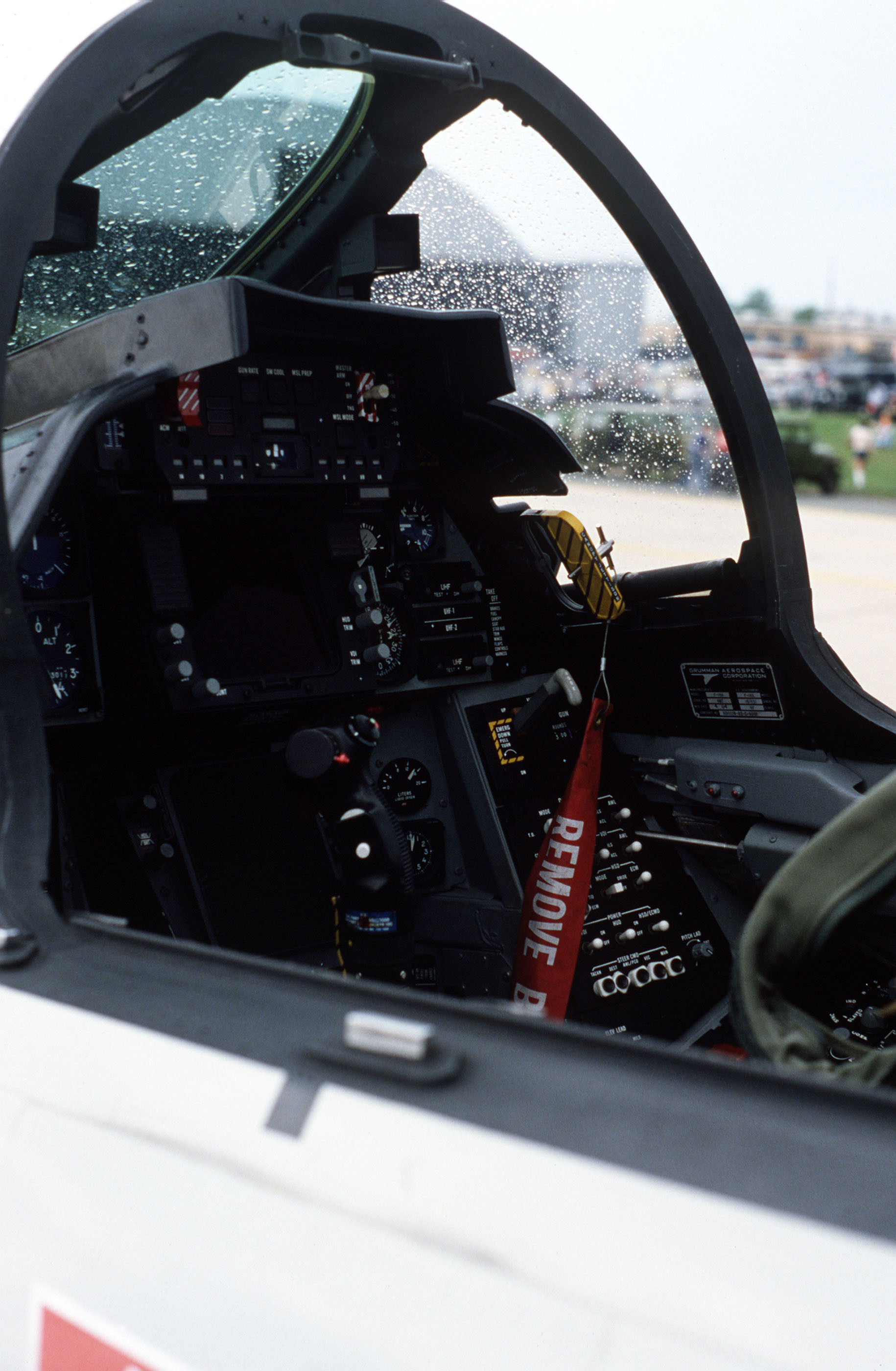
F-14A的前座儀表配置（1984年）
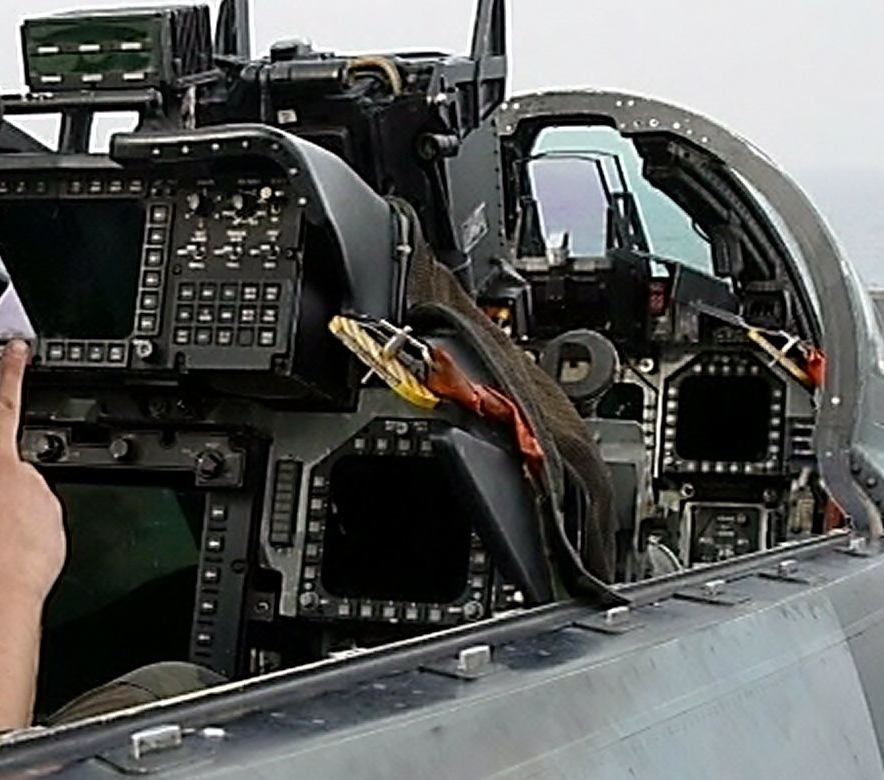
F-14D的儀表配置，增加多功能顯示器（Multi Function Display, MFD）的使用

### 武器

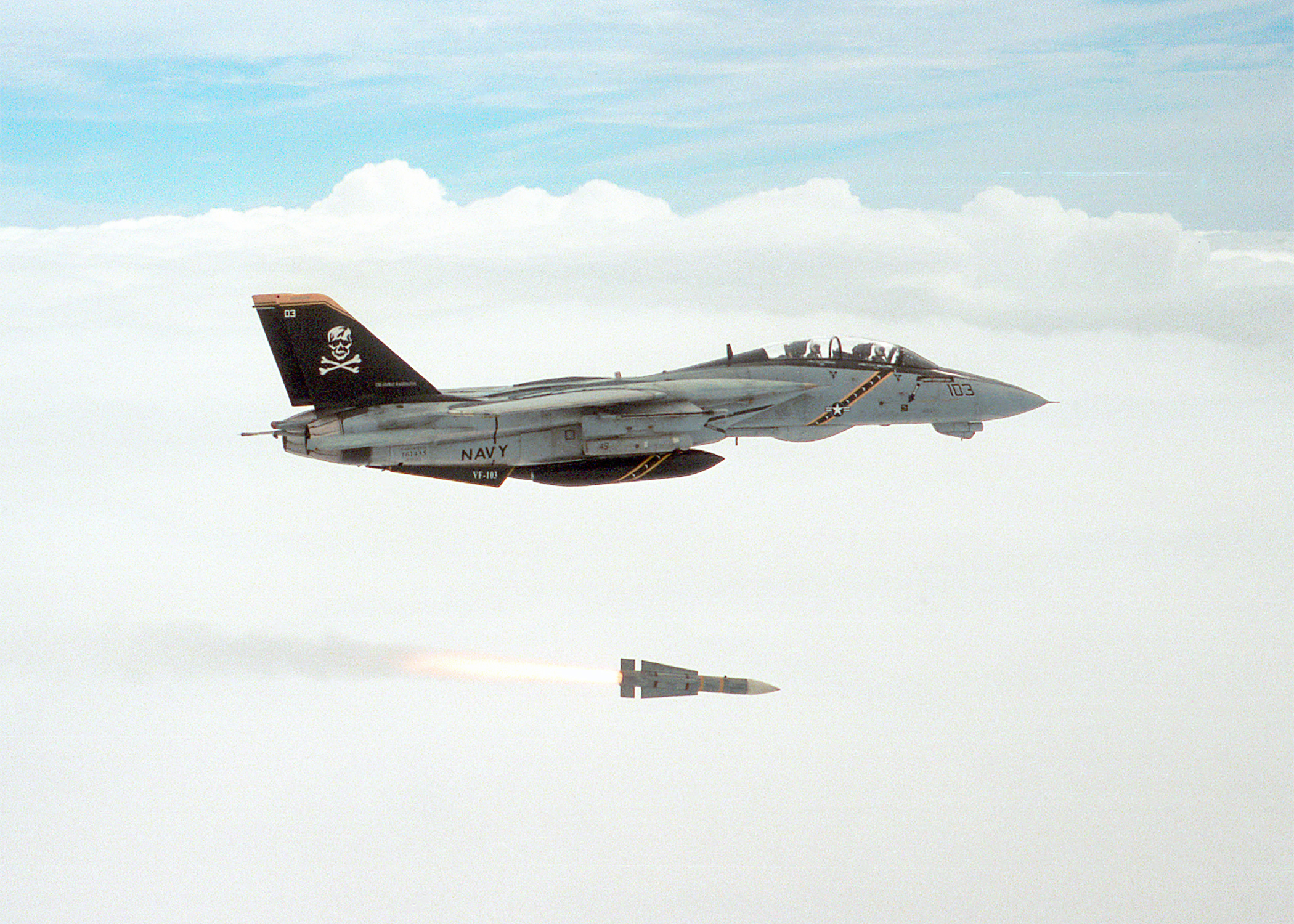
發射鳳凰飛彈

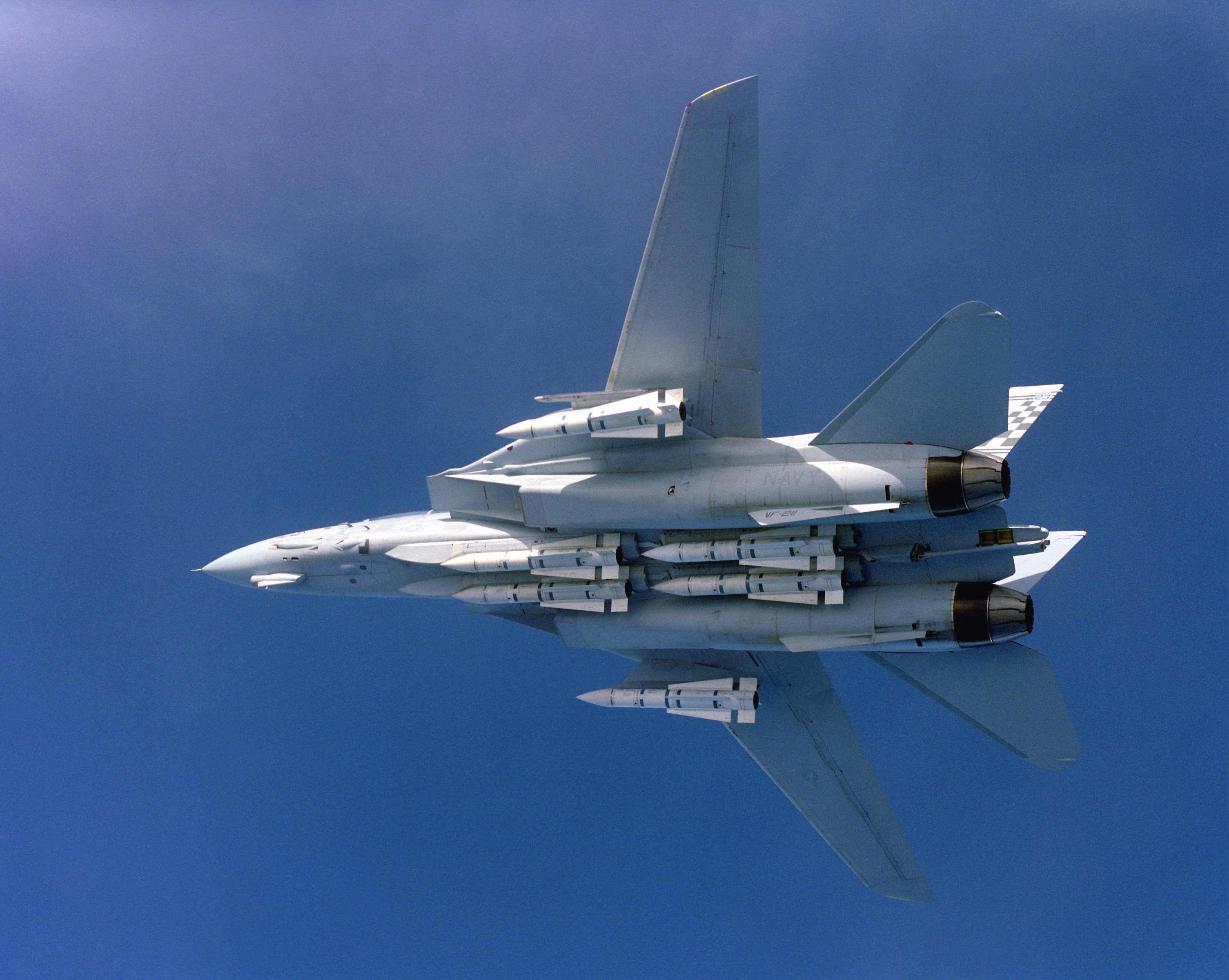
掛上六枚AIM-54鳳凰飛彈的F-14

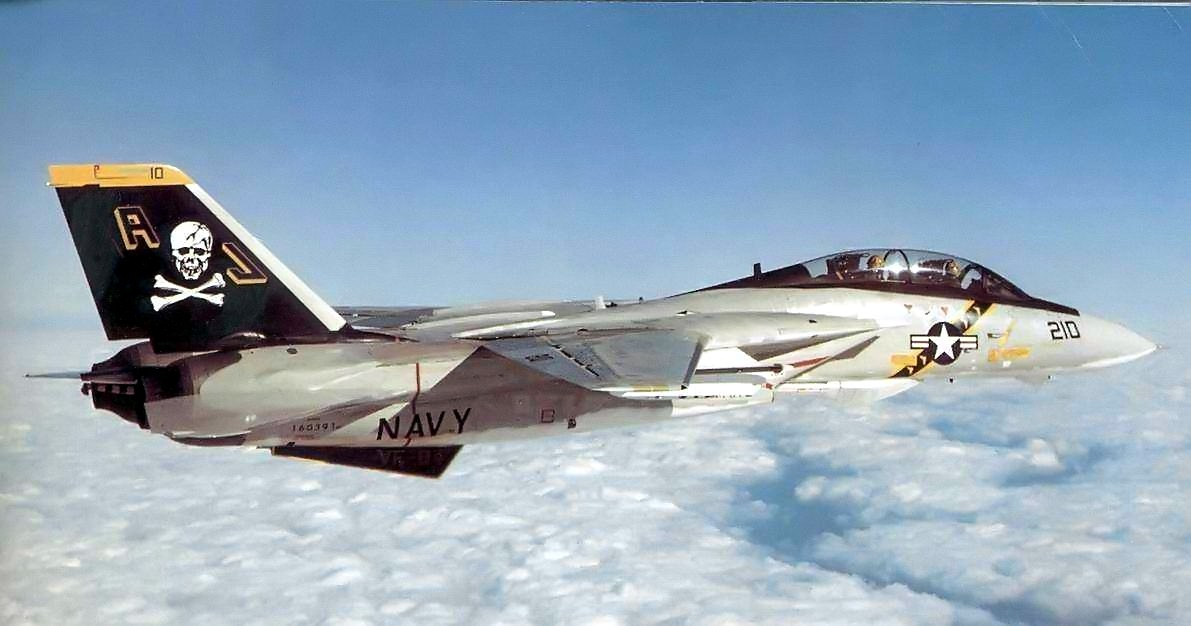
經典的骷髏塗裝VF-84中隊F-14

基本武器為內置於機身左則座艙下方的一門20毫米口徑M61A1火神機炮。F-14的砲彈供應系統與其他戰鬥機稍有不同的地方是，使用完畢的彈殼會被送回到彈藥鼓中，不會排放到機身外，原因是機炮位於進氣口的前方，拋棄的彈殼有可能被吸入而損傷發動機。備有藏彈量676發，射速可選每分鐘4000或6000發。由使用了幾何可變翼，翼下掛架需要配合機翼的角度變化而旋轉，所以F-14的機翼並無掛架，武器掛架置於機身多處：
- 扁平的機身下方、機腹位置，分前後兩排共有4個武器掛架；此處可以攜帶炸彈，空對空飛彈，干擾與偵查莢艙等。
- 兩翼套下也有一武器掛架，可以使用雙聯裝掛架攜帶兩枚空對空飛彈，一枚飛彈與一具火箭夾囊，或者是一枚飛彈與低空夜間標定暨導航莢艙（LANTRIN）。當F-14攜帶6枚AIM-54鳳凰飛彈時，其中兩枚是裝在這個位置。
- 兩邊進氣道下方各一處：此處專門攜帶副油箱。最初是設計用來攜帶鳳凰飛彈，可是基於與地面的空間過小而改到翼套的位置。

可掛載的武器包括AIM-54鳳凰長程空對空飛彈，AIM-7麻雀半主動雷達導引中程空對空飛彈，AIM-9響尾蛇紅外線導引短程空對空飛彈。
冷戰時代，蘇聯為首的共產國家勢力所擁有之機載型反艦飛彈以及反艦巡弋飛彈，有能力對美國艦隊短時間內發射多枚飛彈，令美國艦隊在同一時間內受到多枚飛彈攻擊，也就是飽和攻擊。為了防禦敵方的飽和攻擊，F-14配置休斯（Hughes）開發的AN/AWG-9長程雷達系統，配合專為此雷達而設計的AIM-54鳳凰飛彈（由於雷達系統與重量問題，其他戰機難以使用此型號飛彈），可以同時追蹤24個90km內的目標，並能同時對其中6個目標進行攻擊或欄截。這是當時美軍海軍所擁有唯一的多目標同時接戰系統，另一個多目標接戰系統是9年後服役的神盾系統。F-14是當時唯一擁有類似的多目標同時接戰功能的戰機，直到1991年（17年後）AIM-120先進中程空對空飛彈服役後，美軍才有其他戰機做得到。
由於A-6的退役，而且無後繼機，F-14在1990年代被賦予對地攻擊任務，但因為F-14的主要任務是艦隊防護，對地由其他戰機負責，起初F-14使用無導引的炸彈。之後為了能使用精確導引武器，F-14加裝了低空導航暨夜間紅外線標定筴艙（Low Altitude Navigation and Targeting Infrared for Night, LANTIRN），使F-14具有前視紅外線系統，可於夜間作戰及雷射目標標定能力。

### 其他武器與裝備
早期F-14只有掛載各種空對空飛彈，經過改良之後可以攜帶炸彈、火箭、偵查莢艙和電子干擾系統等等。F-14選擇在固定的翼套上設置左右各一處的掛載點。

## F-14發動機停機時噴口不對稱的現象

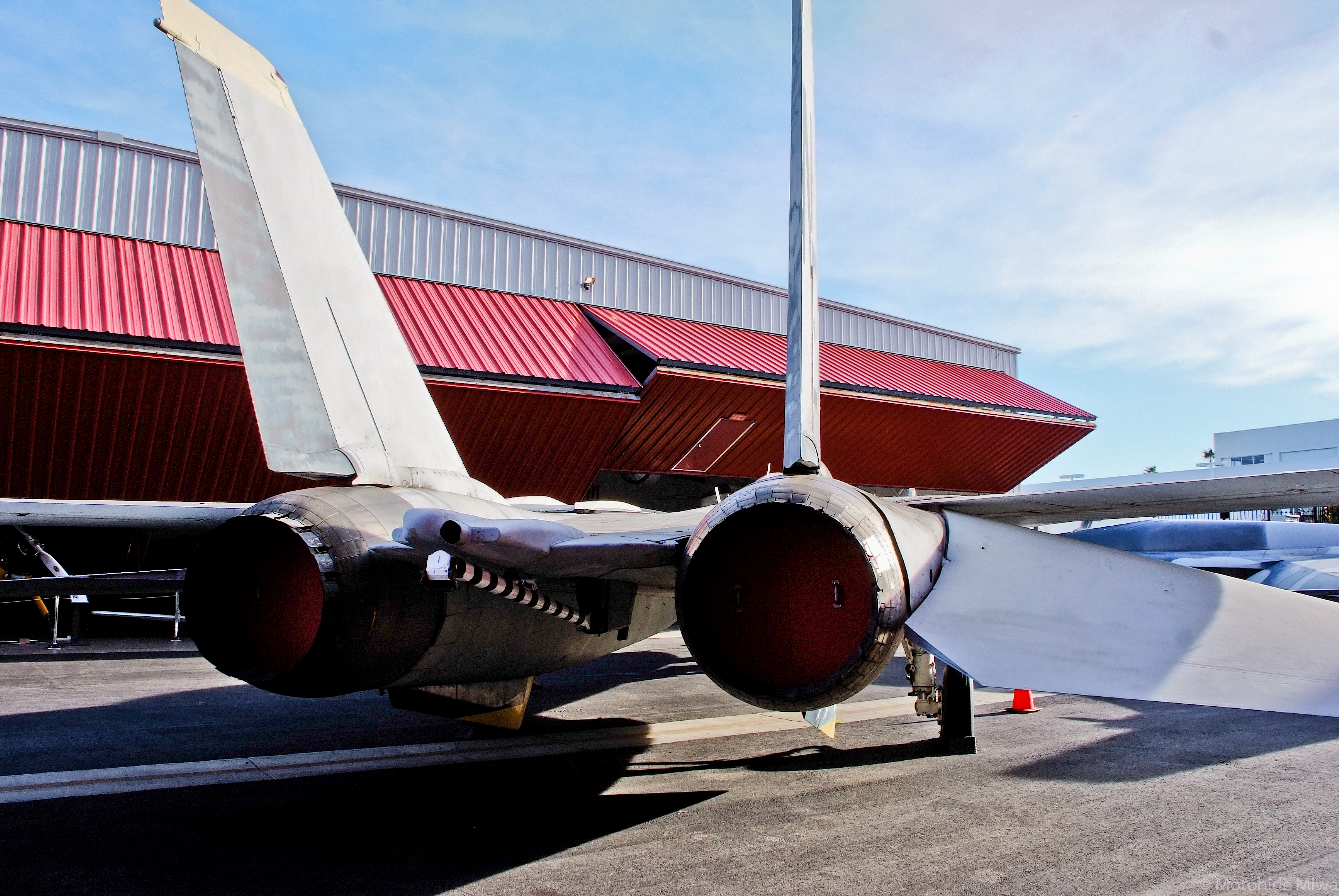
停泊狀態的 F-14A 尾管「左小右大的情況」

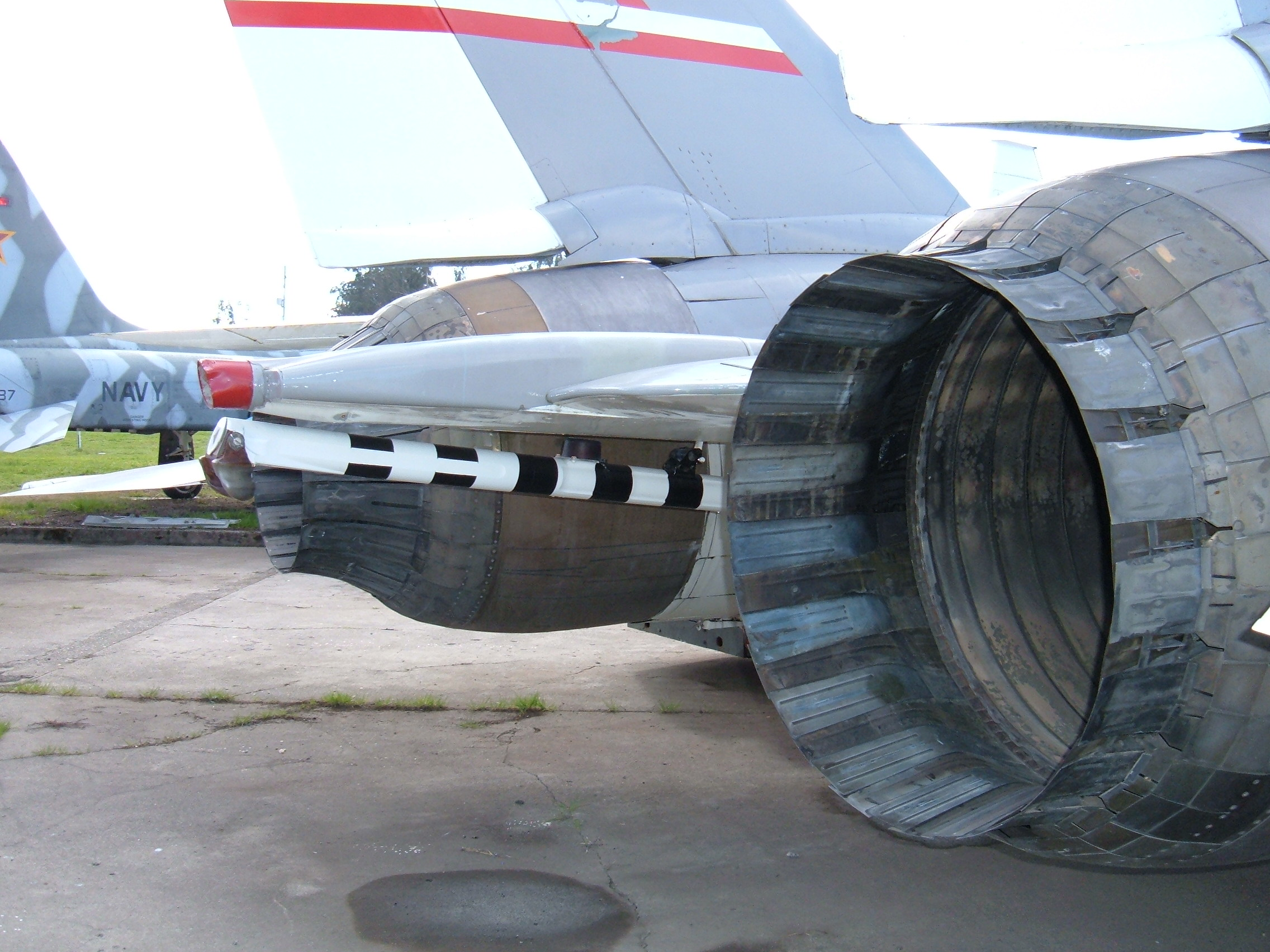
F-14A 尾管「左小右大的情況」

停泊狀態的F-14A尾噴管會出現左小右大的情況，這與F-14和TF30的設計有關。
F-14全機的液壓系統和電力系統的能源供應全來自兩台發動機，TF30發動機的變截面噴管動作由發動機上的加力燃燒室供油泵提供，噴管截面的調整除了可在飛行中由飛控電腦控制外，還設置了兩種自動模式：起落架負重（weight on wheels）和起落架空載（weight off wheels）。
這兩種模式由主起落架上的重量傳感器控制，飛機在地面時處於起落架負重模式，發動機噴口會自動擴張至最大的狀態降低排氣速度，減低推力，避免高速排氣對地勤人員造成傷害。
飛機起飛離地後，就會自動轉換成起落架空載模式，此時除了開加力，發動機的噴口都是在收縮狀態，增加推力。
由於TF30的這兩種模式切換需要電力操作，出於安全理由萬一在飛行中出現電力系統故障，需要自動收縮噴口以獲得高推力，所以發動機在沒有電力供應時的預設為起落架空載模式，而無論飛機是在地面還是空中，F-14發動機停車是先右後左，右發停車後左發仍持續提供電力和液壓供應，此時兩台發動機都處於起落架負重狀態，所以噴管都處於最大狀態；當左發停車後，由於失去電力所以左發從起落架負重自動轉成起落架空載模式，此時機體液壓不會立即消失，還能以3000psi的壓力運行一段時間，於是噴口就自動收縮了，形成一大一小的情形。基本上F110也是這樣，由於噴管動作方式不一樣，停車後F110已經收縮的左噴管會在重力的作用下慢慢變回擴散狀況，故停泊狀態的F-14A+/D兩個噴管都處於最大狀態。

## 生產次型

### F-14A
F-14A是F14系列中第一種服役的机型，也是唯一外銷的F-14。2006年9月所有美國海軍F-14全部退役完畢，因此目前只剩下伊朗的F-14A仍在服役中。
使用引擎型號為TF30-P-414A  最大推力: 14,560 lbf (64.766kN) 後燃器開啟推力 25,100 lbf (111.65kN)

### F-14C
早在F-14A服役之前，格魯門公司已經知道TF30渦輪扇發動機有許多問題，因此於1970年2月提出換裝新發動機的建議，預備採用的對象將會與設計中的FX，也就是後來美國空軍的F-15相同的發動機。改用新發動機的編號為F-14C。
可是在試飛33小時之後，海軍決定取消換裝計畫，並以TF30繼續裝配F-14A，因此F-14C生產計畫於1974年4月宣告終止。但許多技術應用到
後期型的F-14B、F-14D上面。

### F-14A+/F-14B
美國空軍對於普惠解決F100渦輪扇發動機問題的消極態度不滿之下，決定與海軍合作發展第二來源，也就是獲勝的奇異公司F110渦輪扇發動機。空軍用來換裝F-15與F-16，海軍則為飽受批評的F-14更換。由F-14A換裝發動機之後的編號最初為F-14A+，海軍生產38架全新F-14A+與及改裝48架F-14A為F-14A+。新引擎推力達123kN（開啟後燃器之下），在不開啟後燃情況下也能在航艦上彈射起飛，除爬升率增加61%，戰鬥巡邏半徑增加35%，攔截半徑增加62%外，战机的推重比也能在低載油量下超過1。F-14B也改用了新的雷達鎖定預警系統ALR-67，第一架改裝F-14A+於1986年12月首次試飛，第一架全新生產的F-14A+則於1987年11月首度飛行。1991年5月美國海軍決定將這些飛機的編號修改為F-14B。在最初的改裝計畫當中，F-14A+/F-14B只是一個中間改裝計畫，所有F-14B最後都將提升至F-14D的規格，最後卻因政治而取消。

### F-14D

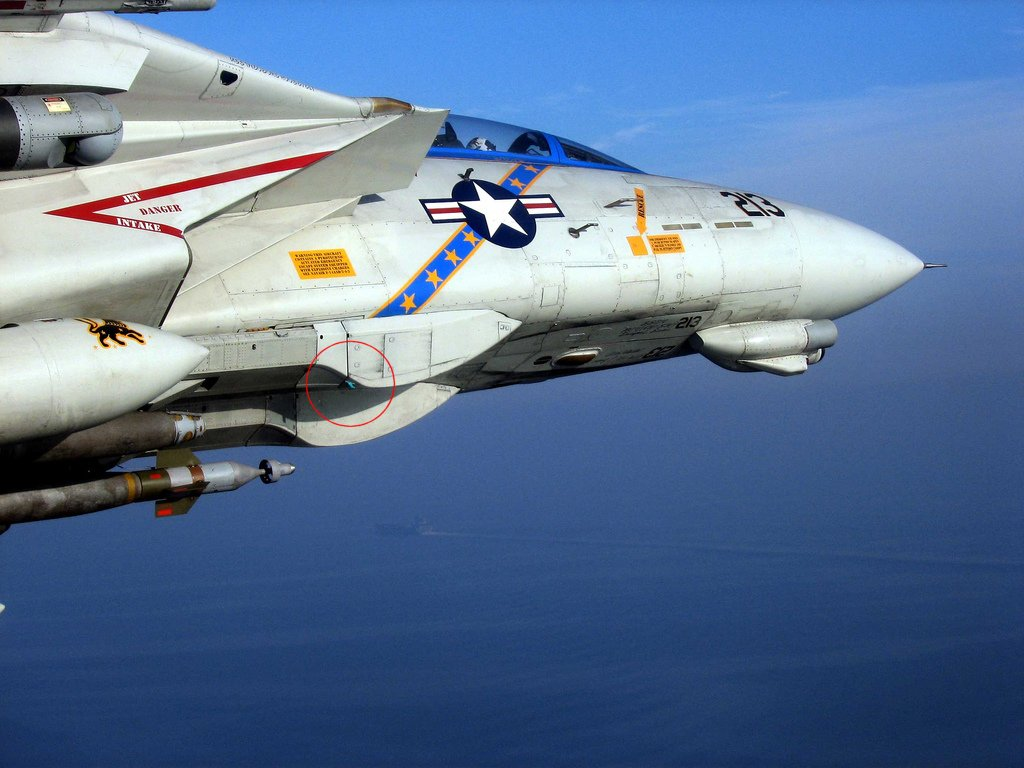
一架升級為F-14D(R)的雄貓加裝了遠端視訊接收器，照片中紅色圈內為ROVER的發射天線。

最後一型號的F-14為F-14D，跟F-14B一樣是改採用了F110發動機。駕駛艙也全面玻璃化，增加了兩個多功能顯示器，雷達改用APG-71雷達，使有效探測距離增加至370km。資料链改用Link-15，並且加裝IR/TCS系統。按原有計劃，所有的F-14都會升級至F-14D的水平，但當時的國防部長錢尼拒絕批准F-14D升級，美國國會決定關閉F-14的生產線。前期承諾購買55架F-14D，最終有37架新造的F-14D，18架從F-14A升級至F-14D的水平，稱為F-14D(R)。另有一計劃為F-14更新電腦程式，使F-14能發射AIM-120（先进中程空对空導彈），但在試射成功後被取消。在2005年，部分F-14得到Rover III（Remotely Operated Video Enhanced Receiver, 遠端視訊接收器）的升級、使地面部隊的前沿空中管制官能實時地看見機上所能見的地面影像。

### F-14 ADF

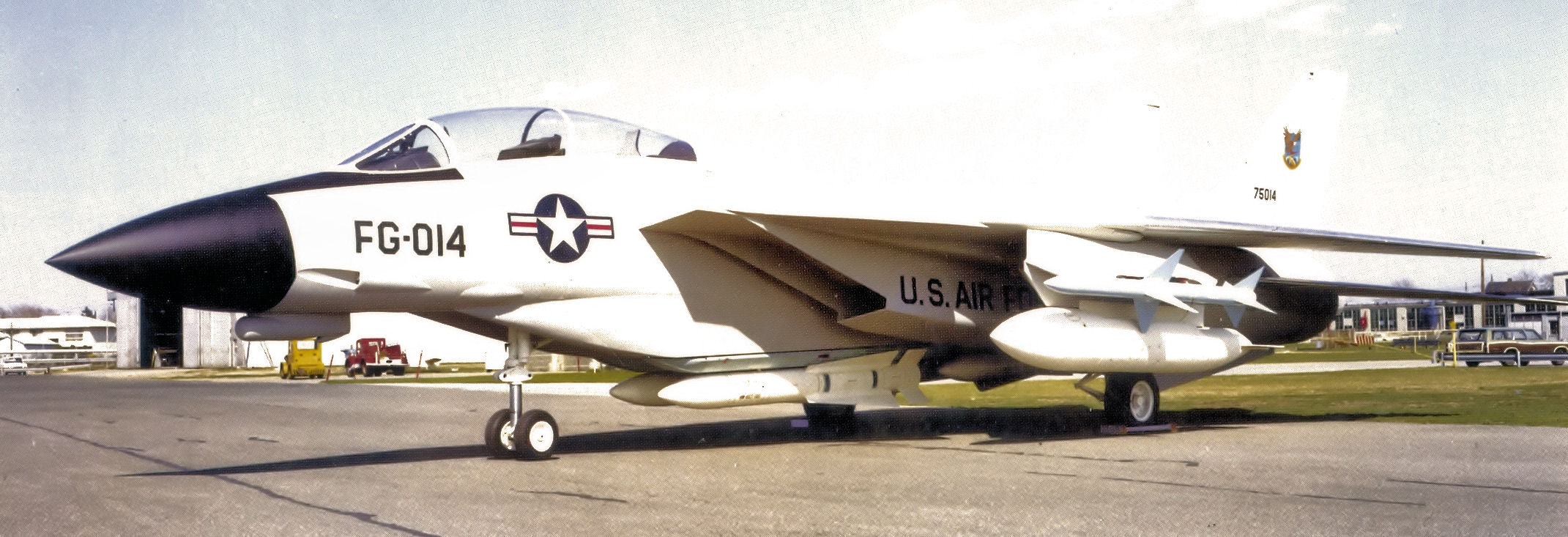
F-14 ADF

F-14的空軍型，原本計劃取代F-106和XF-108的本土防空攔截機的構案。最後輸給F-16ADF。

## 使用國
- 美国（已退役）
  - 美國海軍
    - 美國海軍戰鬥機武器學校
- 伊朗

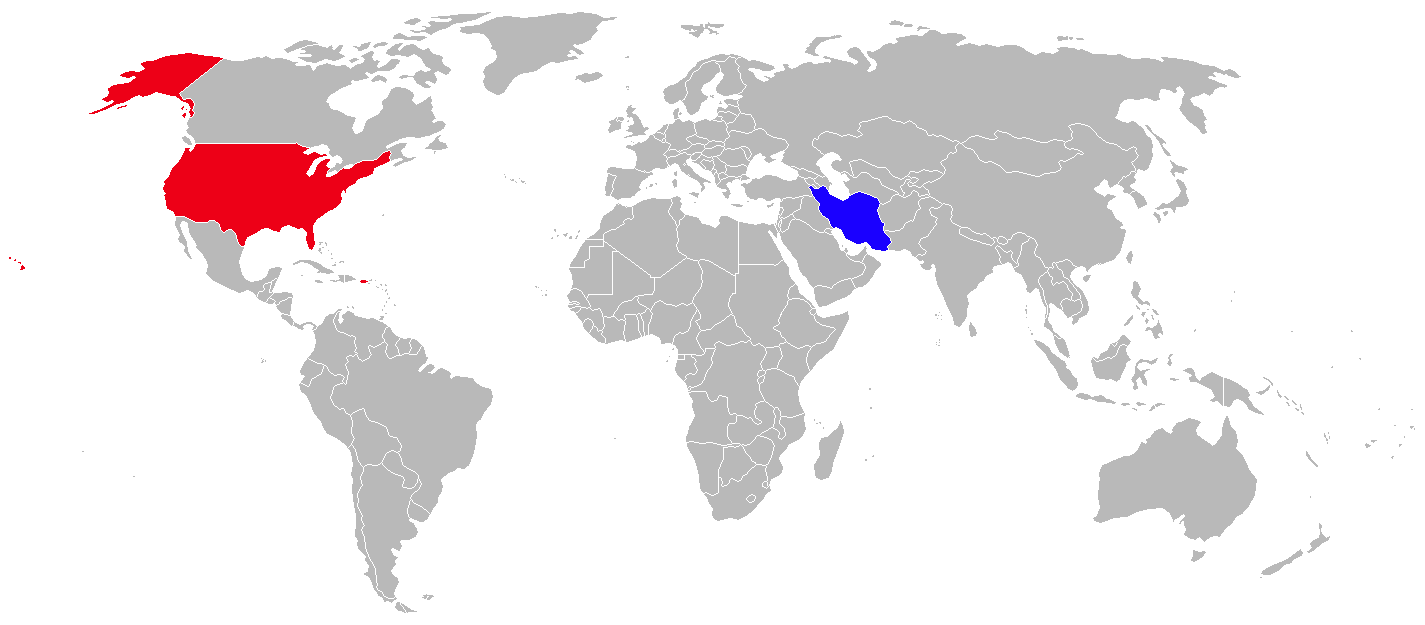
蓝色为现役，红色为退役

  - 伊朗空军：前伊朗皇家空軍在1976~1978年間自美國接收了79架F-14A，1979年伊斯蘭革命造成政權更替後，全數F-14A由現伊朗伊斯蘭共和國空軍納入，因美方制裁已完全無法取得原廠支援，目前全體由伊朗自行探尋零件與維修。根據2019年時外界的估計，伊朗空軍依然保有約24架能實際操作的F-14A[12]。

## 過去競投紀錄
- - 澳洲皇家空軍：由於幻影3型戰鬥機日漸老化，澳洲皇家空軍於1975年決定採購第四代戰鬥機作取代，當中格魯門亦有以F-14A方案入標競投。然而，由於未能符合當局的技術要求，此採購案於第一輪競標即被淘汰。至1979年巴列維王朝被推翻後，格魯門亦曾擬將已製成、但未及交付伊朗的F-14轉售予澳洲，但再被拒[13]。
- 日本
  - 航空自衛隊：1974年，日本航空自衛隊決定採購第四代戰鬥機，以取代F-104星式戰鬥機及部分F-4幽靈II戰鬥機，當中F-14亦為競標方案之一，並與F-15鷹式戰鬥機及F-16戰隼戰鬥機一同進入第二輪競標[14]。然而，由於F-14本身為艦載機，難以適應日本地形執行防空任務，加上成本效益較另一款落選機種F-16更差，日方於1977年決定採購F-15，日方在採購合約中獲原廠授權製造的F-15被稱為F-15J战斗机[15]。
- 加拿大
  - 加拿大皇家空軍：1977年，加拿大皇家空軍決定採購130-150架第四代戰鬥機，以汰換F-104，當中F-14亦有份競標。然而，由於F-14、F-15及龍捲風戰鬥轟炸機報價過於高昂，加方最終決定購入CF-18大黃蜂戰鬥機[16]。巴列維王朝被推翻後，格魯門亦曾擬將已製成、但未及交付伊朗的F-14以低價傾銷至加拿大，並一度接近達成交易。然而，是次交易因加國介入伊朗人质危机而告終[17]。

## 實戰紀錄

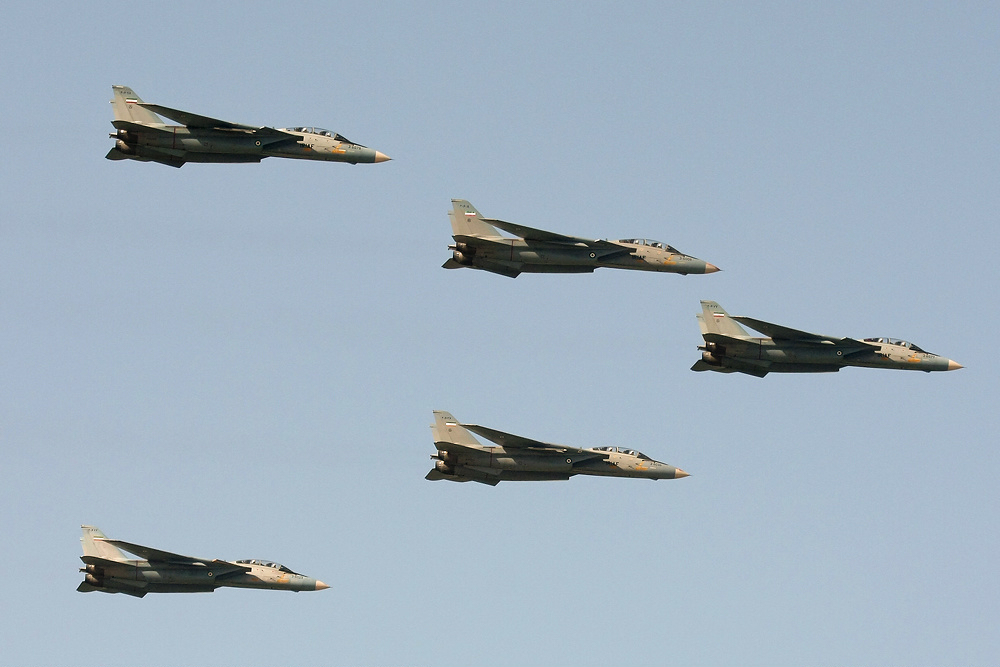
伊朗空軍的F-14，圖為新式迷彩塗裝

### 越南战争
1975年4月，F-14首次參與作戰行動，由企業號航空母艦 (CVN-65)起飛，隸屬VF-1及VF-2中隊的F-14A參與在南越常風行動，負責在美軍自西貢（現稱胡志明市）撤僑的路線上空進行巡邏掩護，這是F-14第一次參與實戰。

### 冷戰
1976年4月23日，F-14首次拦截前蘇聯的Tu-95轟炸機，負責的是VF-142中隊，冷戰期間，前蘇聯的戰略轟炸機及反潛機經常飛近美國的航母戰鬥群，欄截他們是F-14的例行任務。
1976年間，一架由甘迺迪號起飛的F-14在英國斯卡帕湾失事墮入580m深的海中，因為怕蘇聯尋得到F-14及機上鳳凰導彈的殘骸，美軍花了數百萬美元尋回失事美機的殘骸。

### 拯救在伊朗的美國人質
1980年4月，VF-41及VF-84中隊的F-14參與代號鹰爪行动以拯救在伊朗的美國人質，由於連串意外，行動在早期就已取消。

### 兩伊戰爭
在1970年代的伊朗巴勒維王朝受美國大力支持，當時伊朗空軍與蘇聯空軍在裏海地區經常對峙，當蘇聯在高加索地區及裏海周邊部署飛行速度最快的MIG-25後，為讓伊朗有能力應對，1972年，美國願意提供自身最先進的武器給伊朗，正當伊朗空軍在F-14及F-15兩者選擇時，格魯曼安排了一場F-14與F-15的比對示範，伊朗便決定採購30架F-14及424枚AIM-54鳳凰飛彈，數月後增購至80架F-14及714枚鳳凰飛彈。1976年1月，伊朗的首架F-14運抵，隨後一年再接收12架，最後完成了79交機，另有一架仍留在美國測試，1979年，霍梅尼發動的伊朗伊斯蘭革命推翻了親美的巴列维王朝，使得美國與伊朗斷交，雙方商議中的軍購全數取消，並中止了F-14的技術與後勤補給支援。
1980年9月22日，兩伊戰爭爆發，有報導在首半年的戰事中，伊朗的F-14在空戰中擊毀了50架敵機，當中包括：MiG-21、MiG-23、Su-20/22、轟-6，而同期只有一架F-14在空戰中被擊落，但因失去美國原廠支援，伊朗的F-14在保養、維修及訓練各方面都陷入窘境，只好從狀況不能修復的飛機拆除零件以維修其他飛機，F-14的出擊次數大幅縮減，所以雖然表現出色，伊朗對F-14的運用方式是盡可能以威嚇方式驅趕敵機，又或如預警機般引導其他戰機應戰，避免應戰，以減少對機隊的損耗，也會負責巡邏、保護重要設施，例如油輪碼頭、工業設施等，1982至1986年間戰事升級，迫使伊朗的F-14更多的直接參與戰鬥。整個戰爭中，估計伊朗的F-14擊落了超過160架敵機，雖然伊拉克聲稱也擊落了70架F-14，但外界估算被擊落的F-14約只有12至16架。
有鑑於美國中止了對伊朗的軍火援助，伊朗當局只好自行複製組件，有傳指中國曾經幫助伊朗製造飛機零件，逐漸將F-14零件國產化，令F-14可操作至今；在此同時伊朗也轉而向前蘇聯、北韓和中國購買武器。由於伊朗購入的AIM-54飛彈數量有限和零件老化，伊朗在兩伊戰爭期間曾經嘗試將MIM-23鷹式防空導彈掛載於F-14，後來則自行製造AIM-54飛彈的國產版本。
1986年，一架裝有鳳凰導彈的F-14逃到伊拉克，有一架或更多F-14被送到前蘇聯以換取技術支援。Combat Aircraft估計在2009年，伊朗仍有44架F-14，在2013年，宇航一週估計伊朗仍有19架可運作的F-14，2014年，FlightGlobal估計伊朗仍有28架F-14。

### 锡德拉湾事件 (1981年)
美國與利比亞在利國地中海沿岸的錫德拉灣曾經在1981發生過一次小規模的空戰。
1981年8月18日，1898正執行巡邏任務、隸屬VF-41中隊的兩架F-14欄截兩架利比亞的蘇製Su-22攻擊機，利比亞飛行員不理美國飛行員的警告並首先開火，發射了一枚K-13短程空對空導彈，F-14成功避開後順勢向另一架Su22發射了一枚AIM-9L短程空對空導彈並擊落對方，與此同時，另一架F-14也以響尾蛇導彈將首先開火的那一架Su-22擊落。

### 第二次錫德拉灣事件
1989年1月4日，兩架米格-23战斗机飛近正在收集利比亞通訊情報的RC-135電子偵察機，兩架負責保護的F-14上前欄截，MIG-23多次企圖鎖定F-14，F-14向MIG-23連發了兩枚AIM-7麻雀飛彈，但都射失，接著兩架MIG-23衝向F-14，兩架F-14作出防禦性分離飛行，兩MIG-23轉向其中一架F-14 Gypsy 202，Gypsy202也轉向這兩架MIG-23並迎面發射了一枚AIM-7，擊落其中一架，與此同時，另一架F-14在急轉後已到餘下那架MIG-23後方並發射了一枚AIM-9將其擊落。

### 黎巴嫩內戰
1982年至1986年間，F-14在黎巴嫩沿岸巡邏及拍照偵察，以支援多國部隊及美國海軍在該區的行動。期間F-14使用戰術空中偵察莢艙系統TARPS尋找及標定攻擊維和部隊的炮兵，並提供目標情報給海軍的離岸支援火力。
期間敘利亞空的8架米格機迫近一架正以TARPS進行偵察任務的F-14，兩架負責護航的VF-11中隊F-14與之對抗，其中4架米格機被F-14鎖定後逃回敘利亞，其餘的米格機則沒有與F-14接觸。

### 索馬里防空炮火
1983年4月，索馬里防空部隊誤當兩架在執行偵察任務的F-14是埃塞俄比亞的MIG-23並以SA-12 地對空導彈攻擊，兩架F-14並無被擊中。

### 美國入侵格林納達
1983年10月，美軍入侵格林納達，V-14及VF-32中隊的F-14負責掩護美國海軍對地攻擊機的行動。配備TARPS的F-14則負責攻擊後的破壞效果評估。

### 阿基萊·勞倫號劫船事件
1985年10月，巴勒斯坦解放陣線成員挾持埃及客輪阿基萊·勞倫號以要求以色列釋放50名監獄中的巴勒斯坦囚犯，因進入塔特斯港時被敘利亞拒絕而殺了一名猶太裔美國公民，當劫船者改搭埃及的737客機飛往突尼西亞時被F-14攔截及迫降在意大利的西哥奈拉基地。

### 海灣戰爭
1990年8月2日，伊拉克入侵科威特，美軍連同34個國家的多國部隊在沙特阿拉伯執行沙漠之盾行動，以保護沙特阿拉伯。美軍最早介入的部隊是艾森豪及獨立號航母戰鬥群，各自有四個F-14中隊，美軍起初部署到該區的部隊都是由美國海軍提供空中掩護。
1991年1月17日，行動沙漠風暴展開，總數達10個中隊的F-14負責為友軍攻擊機隊護航、船隊遠程防護，戰鬥巡邏及戰術偵察，99架F-14執行了4124次飛行任務。
整體上，F-14在這場戰役中相對較少有機會發揮，這是多方原因做成：
- 美國海軍缺乏近似聯合部隊空中部隊司令部職能的系統及機制，以致無法解決交戰守則的限制，面對遠距離目標因敵我識別問題而得不到攻擊許可。
- 美軍內部的跨軍種問題阻礙了F-14接戰，美國海軍戰機被指示離開伊拉克戰機，而讓其他部隊得到接戰機會。例如曾有美國空軍的空管人員發現兩架伊拉克的幻象F1戰機，但選擇通知沙烏地阿拉伯的F-15攔截，而不是位置較佳的F-14。其理由有人認為此類事件是政治決定，也有解釋是美國海空軍間的資料互通，比美軍部隊與別國部隊間的資料互通耗時。
- 當伊拉克戰機發現自己被F-14的雷達追踪時，通常選擇離開退避。這可能是伊拉克機師基於與伊朗F-14作戰所得的經驗，認定F-14是致命的對手所致。

1991年1月21日，一架F-14B被SA-2地對空導彈擊落，機師Devon Jones上尉隔日獲救，但雷達攔截官 Lawrence Slade 上尉則被俘，戰後獲釋。這是F-14唯一被擊落的個案。
1991年2月6日，VF-1的一架F-14A以響尾蛇導彈擊落了一架伊拉克的Mi-8直升機。

### 南方守望行动
1992年8月27日，美軍及多國部根據聯合國在同年4月通過的第688號決議，展開代號南方守望行動，在伊拉克執行禁飛任務，禁止任何伊拉克的定翼用旋翼機飛越北緯32度以南。期間，F-14經常協同其他戰機一同執行任務，而F-14長航程的優點使得F-14每次能停留在執勤區域的時間較其他海軍戰機長兩倍之久。

### 1995年北約轟炸波黑
1995年9月及8月，北約發動慎重武力行動，西奧多·羅斯福號航空母艦參與行動，其上的隸屬VF-14及VF-41中隊的F-14執行攻擊任務。VF-41中隊的兩架F-14投下激光制導炸彈攻擊了位於波斯尼亞的彈藥庫，由於當時F-14仍未裝備標示目標用的LANTIRN，F-18負責標示目標導引F-14投下的彈藥，是F-14首次投放激光制導炸彈。VF-41在是次行動中執了600小時任務，出動530架次。

### 沙漠之狐行動
1998年12月17日至20日，美英兩國在未得聯合國受權下對伊拉克發動了空襲，是次行動有很多在作戰上的首次，包括：
- F-14D首次參加實戰行動
- 美國海軍首次—在實戰中投下GBU-24激光制導
- GBU-24激光制導炸彈首次從多個平台投放
- 實戰中首次使用LANTIRN（夜间低空导航暨红外線瞄准夾艙）
- F-14首次在實戰中使用夜視裝置
- 實戰中首次發射AIM-54C鳳凰長程空對空導彈

首先開始行動的是美國海軍，F-14D首次參戰，自航母卡爾·文森號、隸屬VF-213中隊的F-14D參與了攻擊行動。此外，同日F-14為美國空軍的B-1B轟炸機護行。
在是次行動中，單是VF-32中隊就已執行了16次攻擊行動，出動38架次，總共投放了50,373kg各式彈藥。
此後，伊拉克宣報不再承認禁飛區（NFZ），開始部署防空導彈及戰機，嘗試擊落進入的外國軍機，伊拉克的戰機只在沒有美軍預警機時才出動且行動經精心部署以避免交戰，因此美軍難以欄截。
1999年1月5日，伊拉戰機進入禁飛區，美國空軍的F-15C以AIM-120及AIM7M試圖在遠距離擊落但未有命中。15分鐘後，連同一隊配備AIM-120的F/A-18C，在伊拉克南部巡邏VF-213中隊的兩架F-14D發現兩架飛入禁飛區的MiG23ML及一架MiG25，當F-14轉向米格機群時，兩架MiG23依地面控制站指示離去，但MiG25繼續迫近，這兩架F-14當時達M1.2，而MiG23則如速致M1.5。兩架F-14各自向這架在極遠距離迫近的MiG25發射一枚AIM-54C鳳凰長程空對空導彈，但由於起飛前航艦上工作人員失誤，這兩枚AIM-54並沒有正確安裝妥當，因此兩枚導彈引擎並沒有起動而掉下，MiG25持續迫近，F-14收到“不建議接戰”的指命而往南方脫離。這是美軍在實戰中首次發射AIM-54C鳳凰長程空對空導彈。
1999年9月9日，隸屬VF-2中隊的一架F-14向MiG-23發射了一枚AIM-54C鳳凰導彈，但並無命中。
總結整個行動中，VF-213中隊在1998-1999年間執行了19次攻擊行動，投放了20枚激光制導炸彈，成功率64%；參與了11次聯合攻擊行動，總共出擊230架次，超過615飛行時數，針對560個目標執行了45次偵察任務。

### 盟軍行動（南斯拉夫）
1999年3月24日至6月10日，在科索沃战争期間，北約對南斯拉夫發動空襲，1999年4月9至6月9日期間的“盟軍行動”（英語：Operation Allied Force），VF-14及VF-41中隊對塞尔维亚投下了350枚450kg（1000磅）炸彈，總重157.5噸。F-14除對地攻擊，也負責巡邏，空中掩護，偵察任務，甚至擔當前進空中管制員的角色。

### 持久自由軍事行動及森蚺行動（阿富汗）
因應九一一襲擊事件，美軍攻擊阿富汗境內的目標，參與行動的F-14中隊不小於8個。F-14負責的是由印度洋的航母起飛的長航程任務，任務性質包括攻擊、偵察及支援。行動由發動持久自由軍事行動（英語：Operation Enduring Freedom）延續至森蚺行動（英語：Operation Anaconda）。
VF-14、VF-41、VF102、VF-211及VF213中隊投放了605噸常規炸彈，VF-11、VF143及CVW-7中隊投放了29噸常規炸彈，VF-103則在戰況緩和時才參與行動，VF103（Jolly Rogers）沒有在是次行動中參與攻擊任務。期間，F-14歷史性地首次投放了JDAM

## F-14技術資料（F-14D）

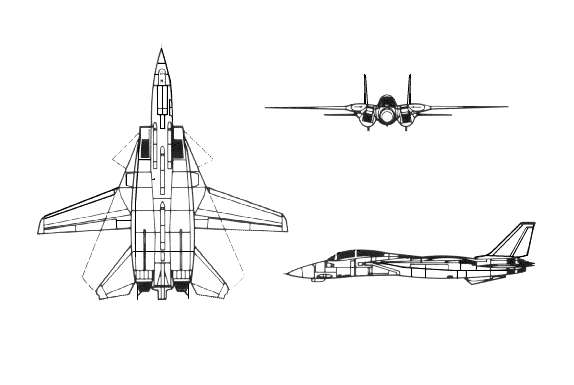
F-14三視圖

### 一般規格
- 乘員： 2 （機師與雷達攔截官—RIO）
- 長度： 62 英尺 9 英吋（19.1 m）
- 翼展： 31 英尺（9.45 m）

展開 64呎1吋（19.54 m）
收折 38呎2吋（11.65 m）
- 高度： 16 英尺（4.88 m）
- 翼面積：

僅翼面積 565 平方英尺（52.5 m²）
有效面積（包括升力機體） 1008 平方英尺（94 m²）
- 翼型：  NACA 64A209.65 mod root, 62A298.91 mod tip
- 空重：  43,735磅（19,838 kg）
- 一般起飛重量： 61,000 磅（27,700 kg）
- 最大起飛重量： 74,350 磅（33,720 kg）
- 發動機： 兩俱 General Electric F110-GE-400 afterburning turbofans

軍用推力 16,610 磅 (73.9 kN) （每俱）
最大推力 30,200 磅 (134kN) （每俱）
- 最大載油量： 內部油箱16,200磅

### 飛行性能
- 最大速度： 2.34 馬赫（ 1,544 英里／時）（2,485 km/h ）（高空）
- 作戰半徑： 500 海哩（572 英里，926 km）
- 最大航程： 1,600 海里 （1,840里，2,960 km）
- 最大升限： 50,000 英呎（15,200 m）
- 爬升率： >45,000 英尺／分（229 m/s）
- 翼負荷：

機翼翼負荷 96 磅／平方英尺（468.7 kg/m²）
等效翼負荷 48 磅／平方英尺（234.4 kg/m²）（包括能產生升力的機體）
- 推重比：

滿載+100%燃料 0.89
滿載+50%燃料 1.02

### 武器裝備

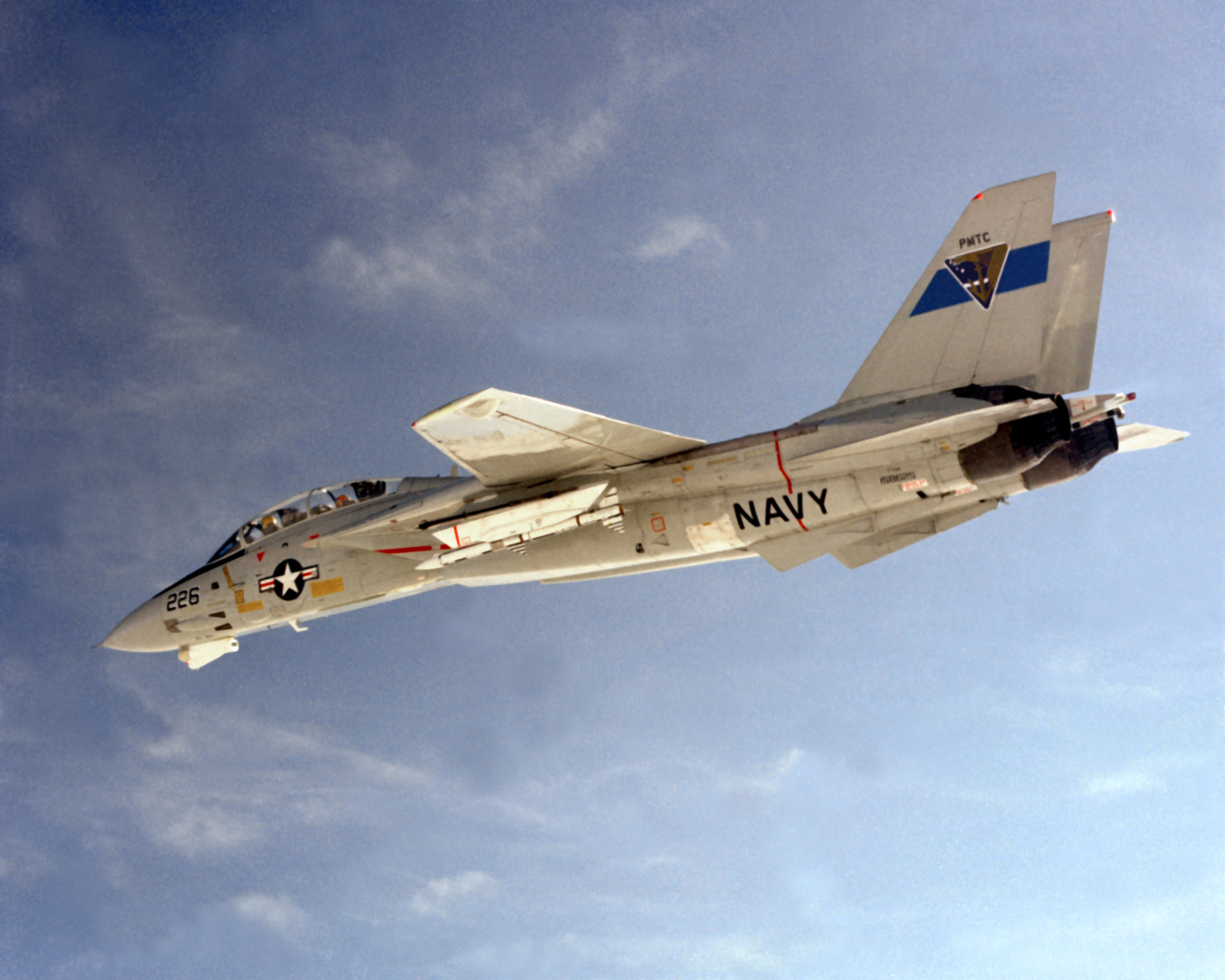
一架隸屬於海軍空戰中心（Pacific Missile Test Center, PMTC，今海軍空戰中心前身）、攜帶著先進中程空對空飛彈的F-14。1982年時攝於穆古海軍航空站上空。

- 機炮： M61 Vulcan 20mm火神炮，备弹675發
- 飛彈(配置機翼機腹)：
  - 配置 AIM-9兩枚 + AIM-54六枚（此配置之重量使F-14無法在航艦上降落，加上阻力的限制，很少出現）
  - 配置 AIM-9兩枚 + AIM-54兩枚 + AIM-7三枚（冷戰時期經常性配備）
  - 配置 AIM-9兩枚 + AIM-54四枚 + AIM-7一枚
  - 配置 AIM-9兩枚 + AIM-7六枚
  - 配置 AIM-9兩枚 + AIM-54四枚
  - 配置 AIM-9兩枚 + AIM-7四枚
  - 配置 AIM-120八枚 + AIM-9兩枚（僅作為測試用途）
- 炸彈：
  - JDAM精確導引彈藥（PGMs）
  - 鋪路者（Paveway）雷射導引炸彈，包括GBU-10（英语：GBU-10 Paveway II）、GBU-12（英语：GBU-12 Paveway II）、GBU-16（英语：GBU-16 Paveway II）（鋪路者II）與GBU-24（鋪路者III）等版本
  - Mk 80系列通用（無導引）炸彈，包括Mk-82、-83與-84等不同重量的版本
  - Mk 20石眼II（Rockeye II）集束炸彈
- 其他：
  - 戰術空中偵察莢艙系統（Tactical Airborne Reconnaissance Pod System, TARPS）
  - 夜間低空導航暨紅外線瞄準莢艙（LANTIRN pod）
  - 外掛油箱
- 航電：
  - AN/APG-71雷達（英语：AN/AWG-9）
  - AN/ASN-130慣性導航（INS）、紅外線搜尋追蹤（IRST）與戰術控制（TCS）系統
  - 遠端視訊接收器（ROVER）

## 流行文化
- 電影
  - 《捍衛戰士》，中港、新加坡譯名壯志淩雲（Top Gun，1986年）：作為電影故事背景的美國海軍戰鬥機武器學校就是以F-14作為學員的訓練機，亦為海軍當時的主力艦載戰鬥機。
  - 《核子母艦遇險記》（The Final Countdown，1980年）：在該片中VF-84中队的F-14戲份貫穿全片，并有穿越时空击落两架日本零式战斗机的鏡頭。整部电影全部在尼米兹号航空母舰上完成实景拍摄，并有RF-8、F-8、A-6、A-7、EA-6B、S-3B、E-2C等其他機種参演演出。
  - 《747絕地悍將》，中港譯名最高危機（Executive Decision，1996年）：在該片後半段，隸屬於美國海軍VF-103中隊的F-14A+受命前往攔截遭挾持的747客機，並在必要時刻擊落這架747。機上載有400名乘客正飛往美國東岸，恐怖分子準備到東岸上空時引爆以機上的化武以殺死東岸4千萬人。主角及特種部隊潛入機內後與外界失聯，後來以機尾燈發出摩斯密碼與通知F-14上的機師，阻止了F-14開火擊落客機。
  - 《天煞-地球反擊戰》（Independence Day，1996年）：片尾人類對外星人发起反击時，龐大的機隊是由包括F-14在內的各式軍機所組成。
  - 《插翅难飞》（Turbulence，1997年）：電影後半曾出現過前往支援拦截的F-14，將因意外卡在747客機起落架上的車輛擊毀、讓客機安全降落的劇情。
  - 《捍衛戰士：獨行俠》（2022年）：為主角所屬機隊進行潛入任務的敵國所持有的機種，也是主角過去曾操作過的舊型戰機[19]。
- 漫畫、動畫
  - 《基地88》（エリア88）：日本漫畫家新谷薰自1979年開始連載的空中漫畫與衍生動畫作品。在故事中，主要配角之一的米奇·賽門（Mickey Simon）即是以F-14作為主要座機。
  - 日本科幻戰爭動畫《超時空要塞Zero》《超时空要塞》（Macross）中的VF-0鳳凰、VF-1女武神（Valkyrie）的設計就是參考F-14。
  - 日本科幻戰爭動畫《Macross Zero》中，主角駕駛F-14遭反統合軍的可變型戰鬥機SV-51擊落[20]。
  - 日本版變形金剛動畫《勝利之鬥爭》，狂派胸甲戰士Leozack就是變形成為F-14
  - 美國漢納-巴伯拉製片公司創作的卡通霹靂特警貓，兩位主角Chance Furlong/T-Bone和Jake Clawson/Razor所駕駛的戰鬥機Turbokat設計原型就是來自F-14
  - 1983年美國動畫《G.I.Joe》
- 电子游戏
  - 空戰奇兵系列
  - 冲破火网
  - 鹰击长空
  - 數字戰鬥模擬世界《Digital Combat Simulator World》:在軟體中以F-14B作為DLC模組登場，Steam平台於2019年3月14日發行，發行商為Eagle Dynamics SA，開發者為Heatblur Simulations。該模組可由兩位玩家同時操作，前座玩家擔任飛行官，後座玩家擔任雷達攔截管制官(RIO-Radar Intercept Officer)，若後座無玩家，則可使用Jester介面對後座AI下達指令。此外遊戲中還有在座艙播放該模組原聲帶的彩蛋，並且倒帶或播放時會有卡帶式收音機的音效，故被玩家戲稱為:買飛機送收音機! 截至2020年2月，該模組在DCS World的Steam社群評價為極度好評。
- War Thunder 戰爭雷霆 2022年6月遊戲載具更新，於美國空軍載具中，增新了F-14A/B雄貓戰機。

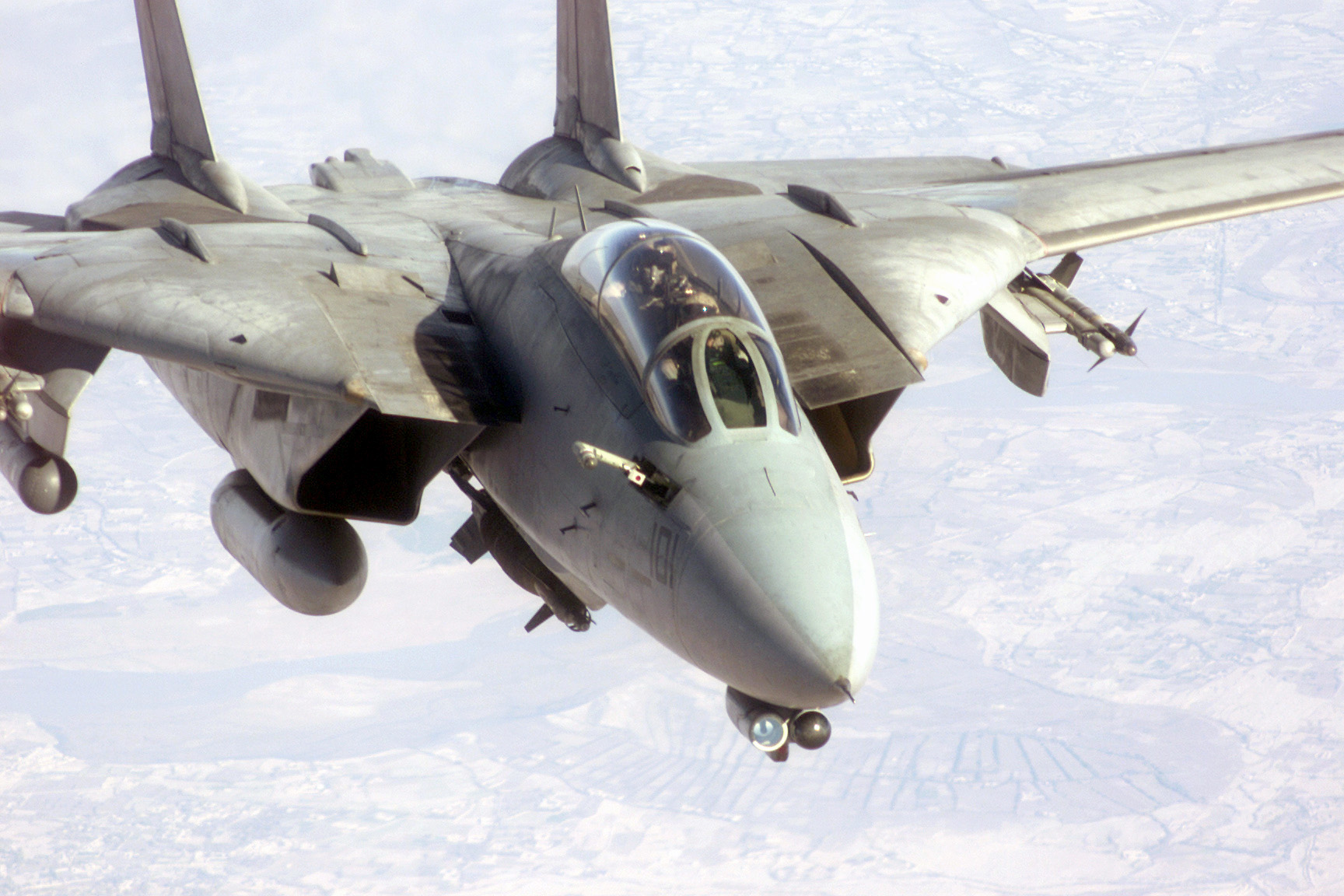
F-14伸出加油管，準備空中加油
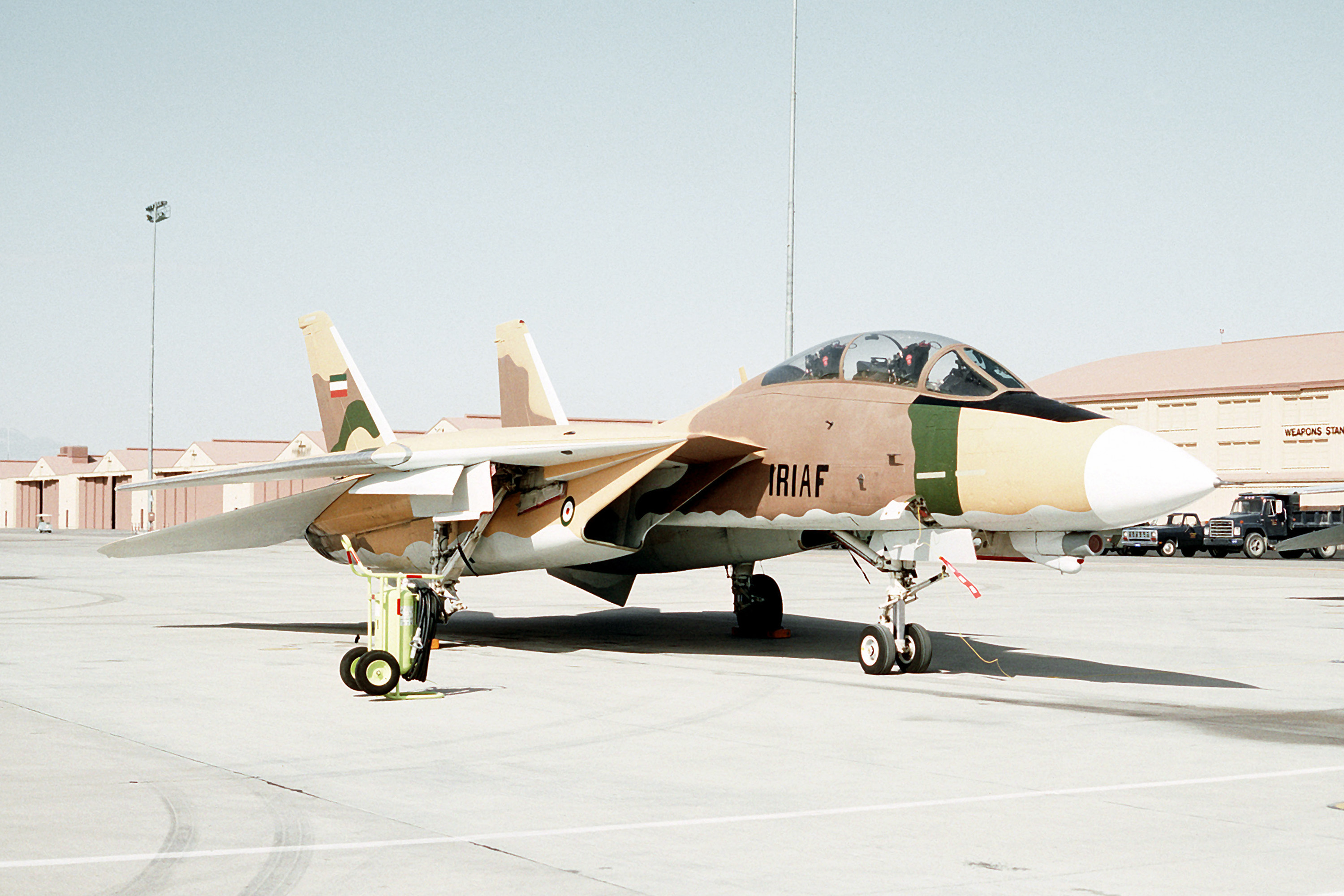
美國仿照伊朗塗裝的F-14作為假想敵機
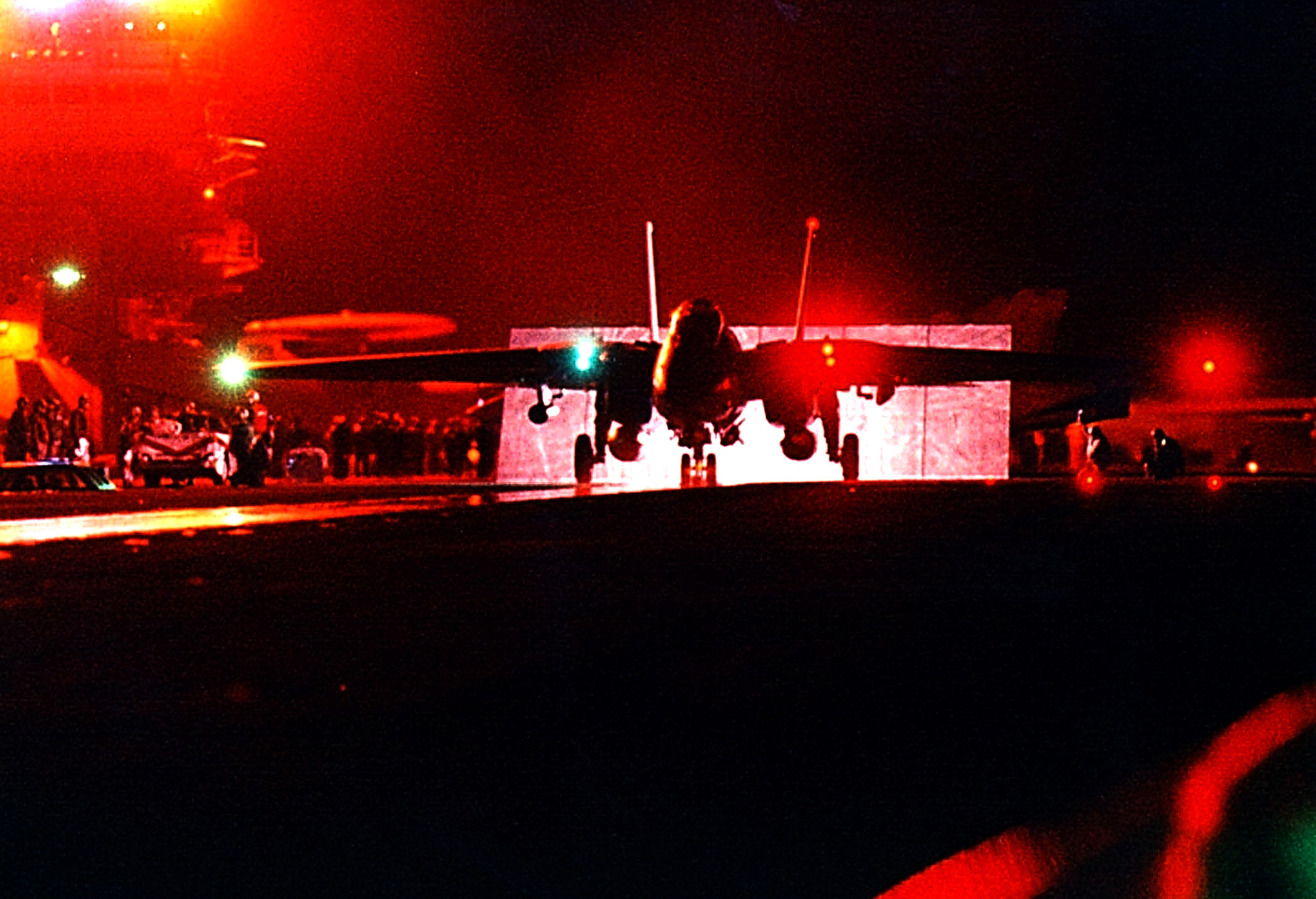
F-14夜間從羅斯福號上起飛
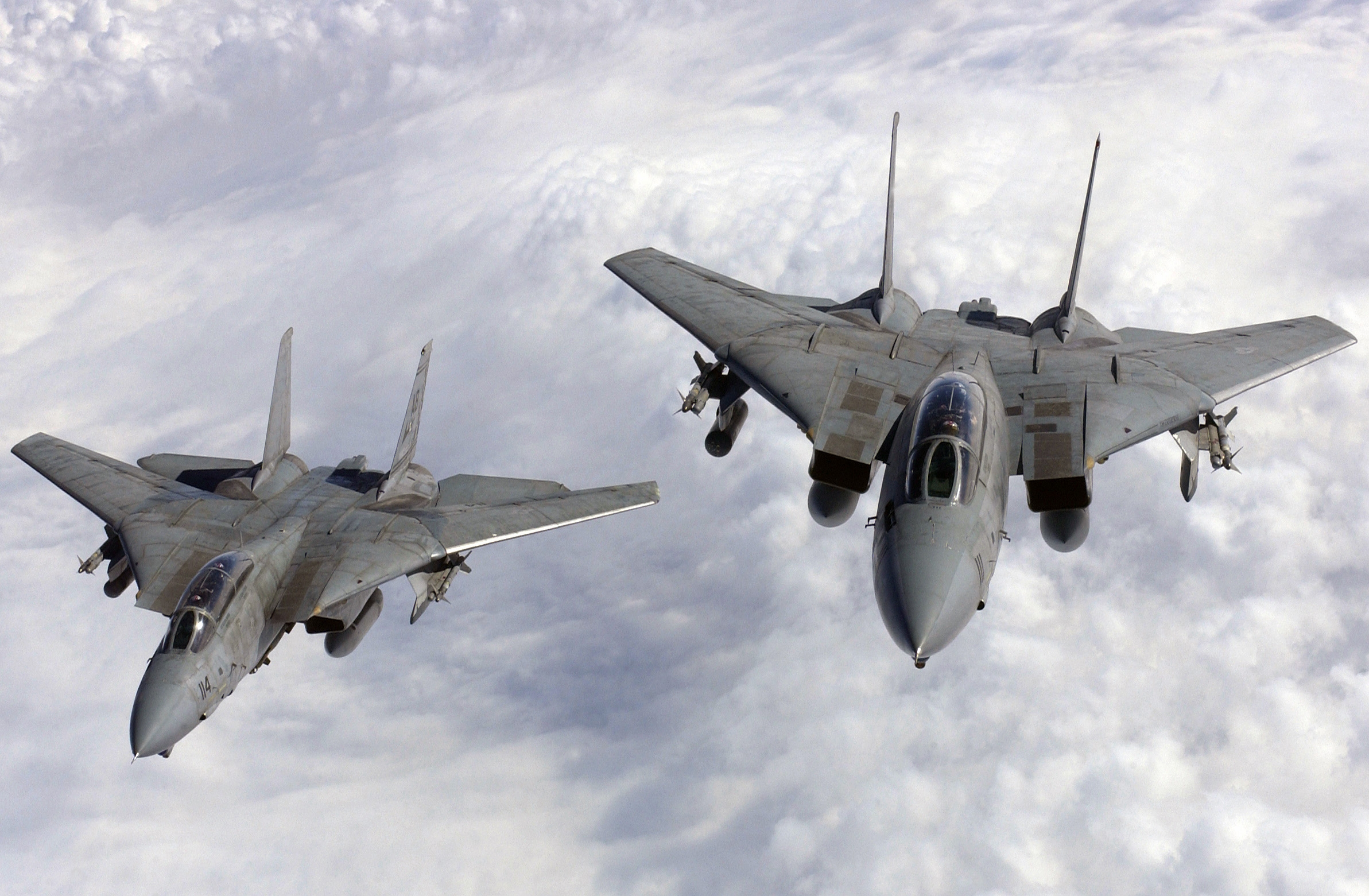
VF-211中隊的F-14A
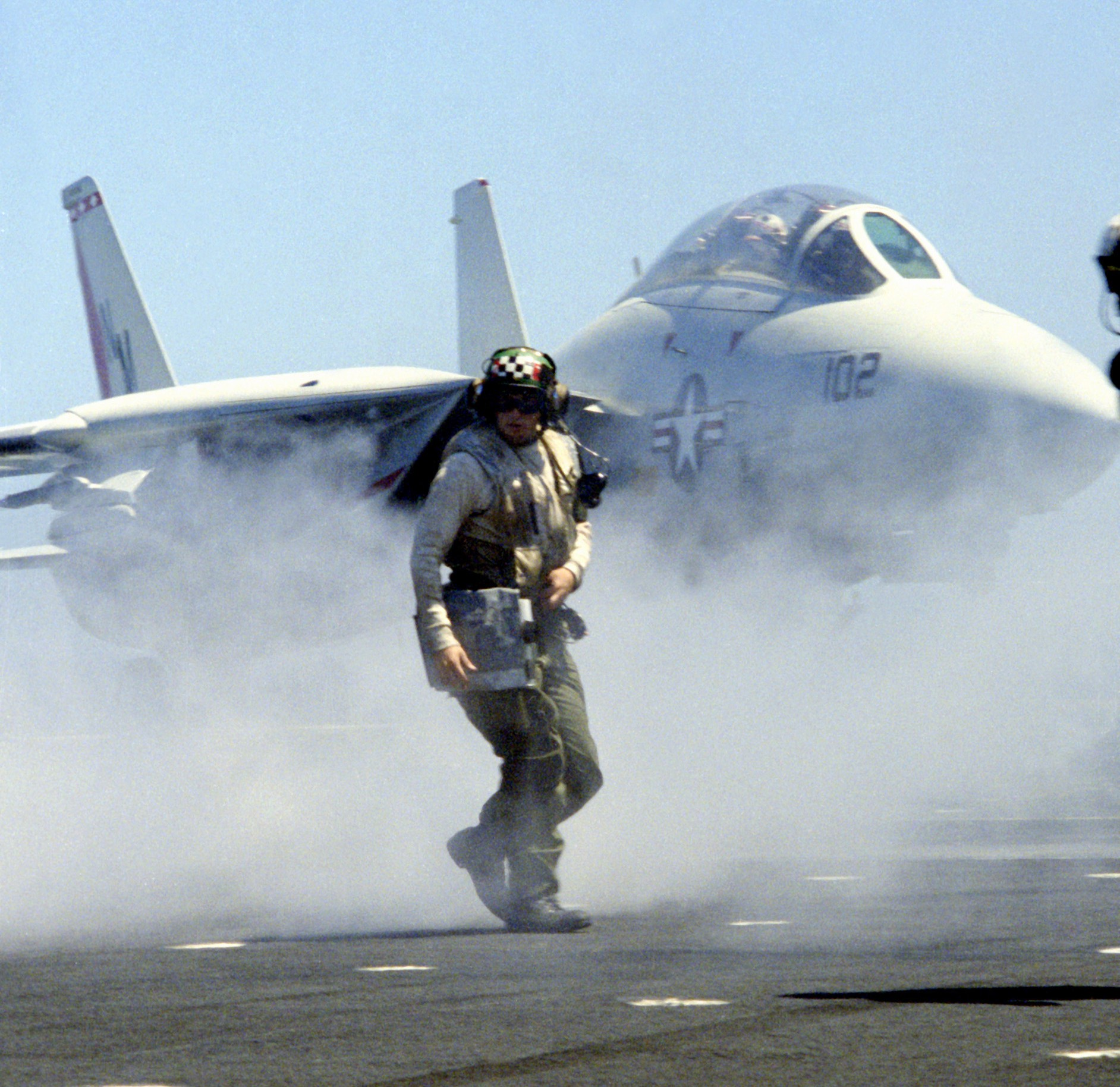
F-14A於企業號航空母艦
- F-14A突破音障
- 以1馬赫飛行的F-14掀起海面波滔（影片）9

## 外部連結
- 美國海軍（页面存档备份，存于）
- 諾斯洛普·格魯曼（页面存档备份，存于）
- F-14:那只性感的大猫 小火箭联合会